# Cathédrale Saint-Jean-Baptiste de Saint-Jean-de-Maurienne
Cette ancienne cathédrale n’est pas la seule cathédrale Saint-Jean-Baptiste.

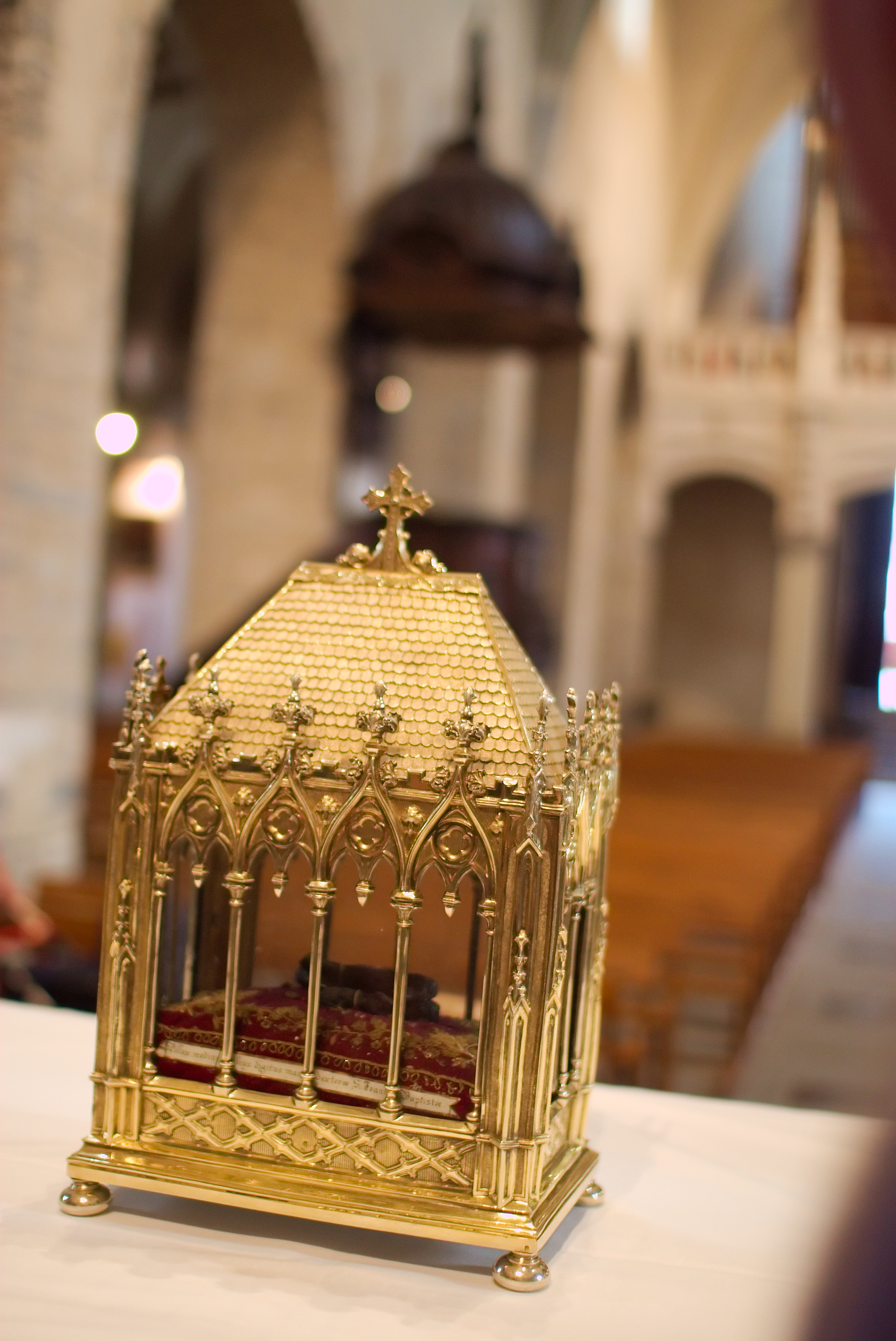
Reliques de saint Jean le Baptiste lors de la fête du Pain.

La cathédrale Saint-Jean-Baptiste de Saint-Jean-de-Maurienne est une cathédrale catholique située à Saint-Jean-de-Maurienne en Savoie. Elle est le siège du diocèse de Maurienne uni au diocèse de Chambéry en 1966.
Cette cathédrale fait l’objet d’un classement au titre des monuments historiques depuis le 30 octobre 1906.

## Historique

### Légende
Le récit des origines de l'évêché de Saint-Jean-de-Maurienne se trouve dans deux documents. Le plus ancien est rédigé par Grégoire de Tours dans le De liber in gloria martyrum (« De la gloire des bienheureux martyrs ») tiré des Sept livres des miracles (écrit après 574). Le second texte, rédigé à Vienne au Xe siècle, fut conservé au Puy-en-Velay avant d'être transféré à la bibliothèque Colbert. Il a été repris par Louis Duchesne dans Fastes épiscopaux de l'ancienne Gaule, tome 2. Un manuscrit similaire, désigné sous le nom de Carta de Maurienna et de Seusia, fut reproduit au XIIe siècle et préservé dans les archives de la cathédrale de Maurienne, il se trouve aujourd'hui aux archives départementales de la Savoie.
- Le texte de Grégoire de Tours parle de l'urbs Maurienna, ce qui laisse supposer que le texte a été écrit après que Maurienne fut devenu un évêché. Il retrace le récit d'une femme de Maurienne qui obtient, après avoir prié plus de deux années, un pouce de saint Jean-Baptiste, apparu de manière miraculeuse tout « resplendissant de lumière ». Considérant qu'il s'agissait là d'un don de Dieu, elle prit la relique et la ramena dans son pays.
La légende raconte aussi l'épisode où trois évêques (d'origine inconnue mais que les érudits assimileront plus tard à ceux de Turin, Aoste et Belley) obtiennent chacun une goutte de sang de la relique. Enfin est retracée la dramatique tentative de vol de celle-ci par l'archidiacre de l'évêque de Turin qui trouve la mort en se saisissant du reliquaire[4].

- Le second récit parle d'une femme nommée Tigris née à Volacis (que l'érudition a plus tard assimilé à Valloire en Maurienne sans que cette affirmation repose sur des faits précis). D'origine noble, elle entreprend un voyage en Orient après avoir été convaincue par le récit de moines sur le chemin du retour vers l'Irlande (la Scotia). La tête et d'autres parties du corps de saint Jean-Baptiste avaient été transportées de Sébaste, en Palestine, où il avait été enseveli, vers Alexandrie en Égypte pour les préserver des destructions ordonnées par Julien. Après la réussite de son entreprise, Tigre revint en Maurienne et une église fut édifiée et dédiée à saint Jean-Baptiste[5],[6].

La légende évolue considérablement depuis le récit initial de Grégoire de Tours du VIe siècle avec cette femme anonyme qui devient Tigre au Xe siècle puis qui adopte le prestigieux patronyme de Thècle dans un récit de Pierre le Mangeur (Petrus Comestor) au XIIe siècle, ce qui lui donne une visibilité plus universelle dans le monde chrétien. Les deux patronymes Tigre et Thècle subsistent, le premier d'origine locale et le second utilisé par les clercs. Au travers de cette légende, on retient une certitude : la présence d'une relique de saint Jean-Baptiste dans la petite ville de Maurienne donne immédiatement à cette dernière une notoriété nouvelle avec l'érection d'un évêché et l'afflux attesté de nombreux pèlerins.

### Origine de l'évêché
Cette légende de Maurienne est concomitante du règne de Gontran,, le petit-fils de Clovis qui régnait sur la Provence et sur l'ancien royaume burgonde, dénommé dès lors par convention le royaume de Bourgogne.
Les Lombards avaient envahi le nord de l'Italie. Ils avaient pris Milan et occupaient la vallée du Pô en 568. En 569, ils avaient franchi les Alpes et battu l'armée de Gontran. Ils recommencent en 572, mais l'armée de Gontran commandée par le patrice Mummole les bat à Embrun. Ils reviennent en 574, franchissent le col du Mont-Genèvre et s'avancent jusqu'à Arles, Grenoble et Valence. Battus de nouveau par Mummole, ils doivent céder à Gontran les débouchés des Alpes, soit les vallées de Lanzo, d'Aoste et de Suse.
Selon Grégoire de Tours, la vallée de la Maurienne dépendait jusqu'alors de l'évêque de Turin. Pour assurer l'indépendance de cette région qu'il venait d'acquérir, le roi Gontran décida d'installer un centre de pouvoir dans la ville de Maurienne au détriment de l'ancienne cité de Suse trop proche de Turin. Appuyant cette décision, il y créa un nouvel évêché qui comprenait la vallée de Maurienne et celle de Suse. Le statut de la vallée du Lanzo (Stura di Lanzo) reste indéterminé. Plus tard, l'érudition va considérer que le nord du Briançonnais en fait aussi partie et que l'officialisation de la nouvelle structure ecclésiastique se réalise lors d'un concile à Chalon-sur-Saône ce qu'aucune source fiable ne vient confirmer. L'évêque de Turin protesta et le pape tenta, en vain, de revenir sur cette situation conflictuelle comme le montrent deux lettres de Grégoire le Grand en juillet 599. Le nouveau évêché serait devenu, d'après la tradition, suffragant de la métropole de Vienne.
Le premier évêque serait Felmase d'après le texte du Xe siècle de la légende de sainte Tigre et il aurait été consacré en 579 au cours du concile de Chalon ce qui reste au stade d'une hypothèse. Plus certaine est l'existence de l'évêque de Maurienne, Hyconius, présent aux conciles de Mâcon de 581 et de 585. Finalisant la promotion de la ville, le roi Gontran y aurait fait bâtir une nouvelle église dédiée à saint Jean-Baptiste.
Des premières incursions de Sarrasins dans les Alpes se sont produites entre 730 et 736. La mémoire en a été gardée par le culte des martyrs saint Émilien, évêque de Maurienne après Walchin (évêque en 735), et saint Marin de Maurienne, ermite au Châtel où se trouve une chapelle près de son ermitage, tués par les Sarrasins vers 736. Pour protéger les reliques de saint Marin, Charlemagne les fit transférer à l'abbaye de Saint-Savin-sur-Gartempe.
Après la mort de Charlemagne et les dissensions entre les fils de Louis le Pieux, ce sont les Sarrasins qui s'installant en Provence à La Garde-Freinet vont faire de nombreuses razzia dans les Alpes, où ils vont se saisir de l'abbé de Cluny Mayeul, jusqu'à la prise de La Garde-Freinet en 973 par le comte de Provence Guillaume. Entre 926 et 974 on ne connaît pas les noms des évêques de Maurienne. Il semble que Saint-Jean-de-Maurienne ait été détruit par les Sarrasins en 943 Après cette époque troublée il faut reconstruire tout le pays et les églises. On note aussi que l'abbaye de la Novalaise, située à peu de distance, a été complètement détruite en 906.

### Construction de la cathédrale romane

#### Guerre de succession de Bourgogne et naissance de la maison de Savoie

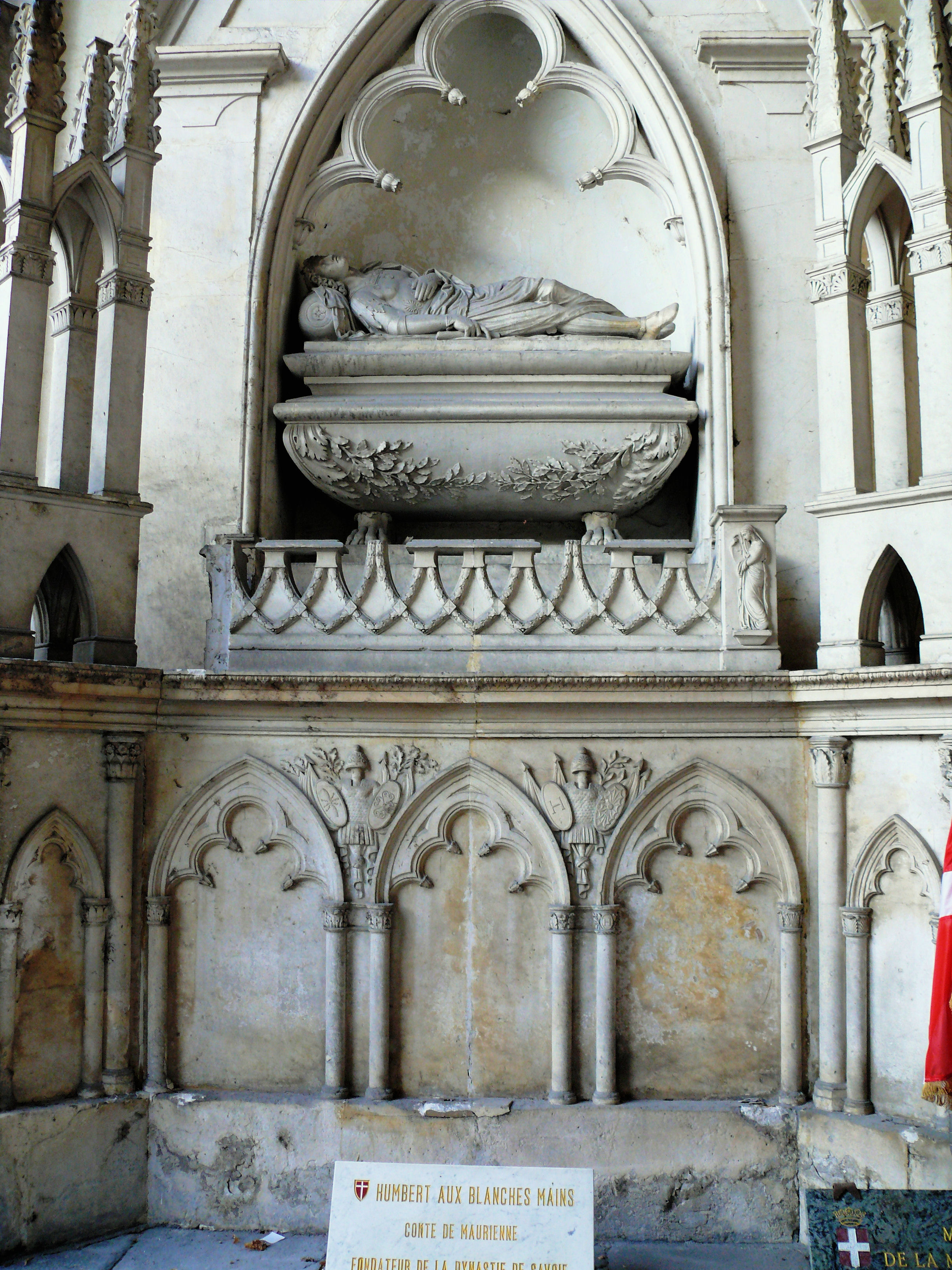
Le cénotaphe de Humbert aux Blanches Mains sous le porche de la cathédrale

La reconstruction de la cathédrale au début du XIe siècle va être liée à la succession de Bourgogne, après la mort de Rodolphe III, en 1032. Rodolphe III avait fait de son neveu, Conrad II, empereur du Saint-Empire romain germanique son héritier. Les féodaux du royaume de Bourgogne et soutiennent son neveu, le comte de Blois, Eudes II, et parmi eux l'évêque de Maurienne. Grâce à l'appui de Humbert de Maurienne, ancien vassal de Rodolphe III, connu sous le nom de Humbert aux Blanches Mains, Conrad II, put reprendre le contrôle de la vallée de la Maurienne. Humbert avait pris la ville de Maurienne après un long siège, mais contrairement à ce qui est quelquefois écrit, la ville n'a pas été rasée (il y a eu une confusion en Murienna - Morat - et Maurienna - Saint-Jean-de-Maurienne).
En récompense, Conrad II fit de Humbert de Maurienne le comte de Maurienne. Pour punir l'évêque qui s'était révolté contre son autorité, il supprima, quelques mois avant sa mort, l'évêché de Maurienne en le rattachant à l'évêché de Turin. Ce rattachement ayant été fait sans l'accord du pape, celui-ci ne l'accepta pas. Avant le 14 juin 1043, un accord entre le pape et l'empereur Henri III rétablit l'évêché de Maurienne mais en le limitant à la seule vallée de la Maurienne. Le Briançonnais était rattaché à l'évêché d'Embrun et les territoires de l'autre versant des Alpes, à l'évêché de Turin. Le chanoine A. Gros doute de la suppression de l'évêché de Maurienne par Conrad II puisque l'évêque apparaît dans une charte du diocèse datée de 1040. La sanction se serait limitée à la réduction des limites du diocèse.

#### Reconstruction de la cathédrale

##### La crypte

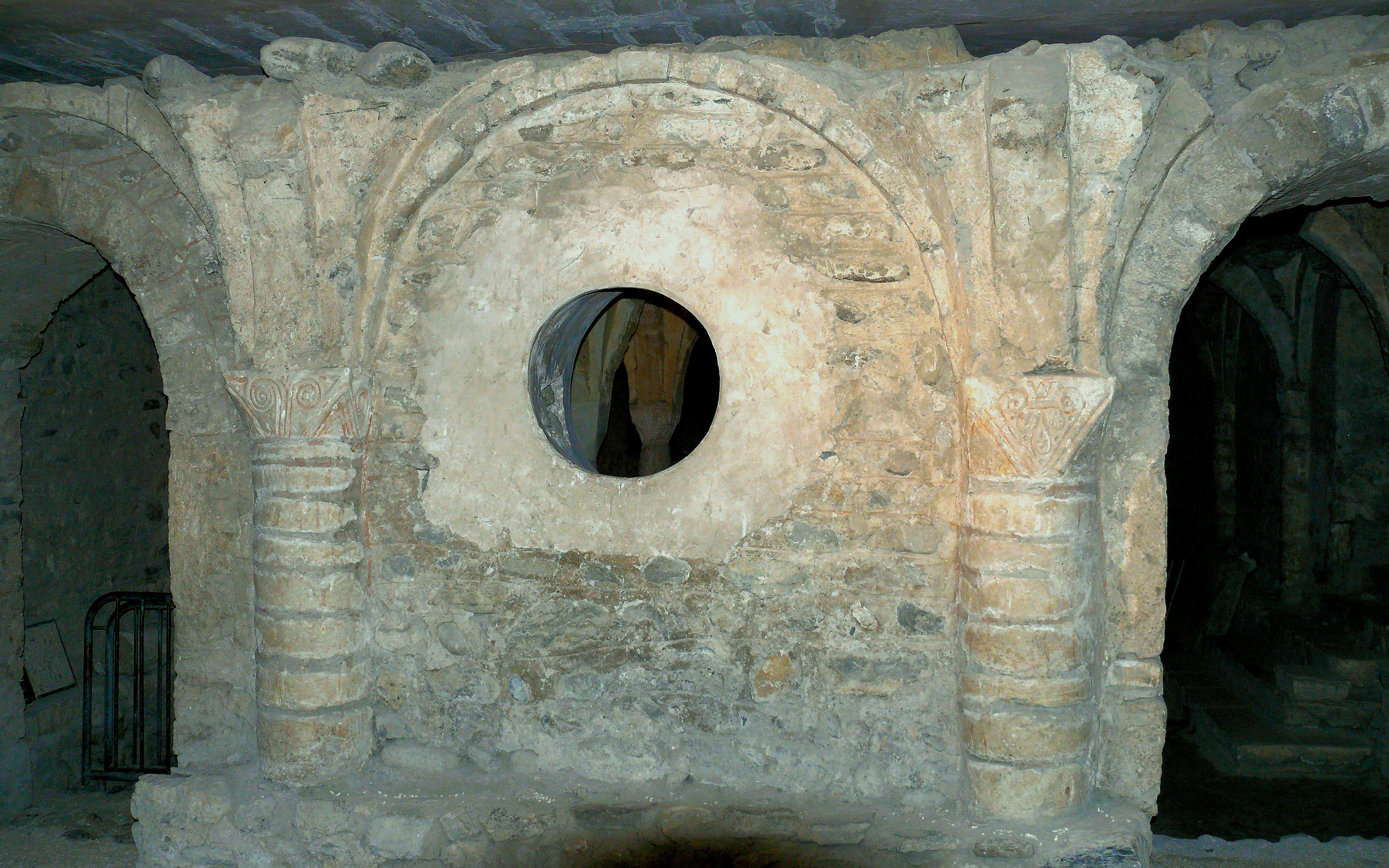
Le mur séparant les deux parties de la crypte

Dans quel état était la cathédrale après les destructions faites par les Sarrasins et l'opposition entre l'évêque et l'empereur, aucun texte ne permet de le savoir. La redécouverte de la crypte, en 1958, a donné lieu à des discussions pour savoir si certains des chapiteaux ne provenaient pas de la cathédrale construite par le roi Gontran et si une partie ne datait pas du IXe siècle. Des morceaux du martyrium servant à recevoir les reliques de saint Jean le Baptiste et qui se trouvait dans l'abside de la crypte ont pu y être rassemblés. En restaurant les piliers de la cathédrale, des éléments de sculptures carolingiens y ont été trouvés insérés.
La crypte était composée de deux parties qui ne sont pas en alignement, un vestibule presque carré dont les chapiteaux sont assez frustes, et une seconde partie où se trouvait le martyrium. Cette seconde partie qui se trouvait sous le chœur de la cathédrale romane a été sûrement construite en même temps que la cathédrale romane. La première partie semble plus ancienne et certaines similitudes stylistiques des chapiteaux peuvent la faire remonter à la première cathédrale. Il y a un débat entre spécialistes sur l'ancienneté de ces vestiges.

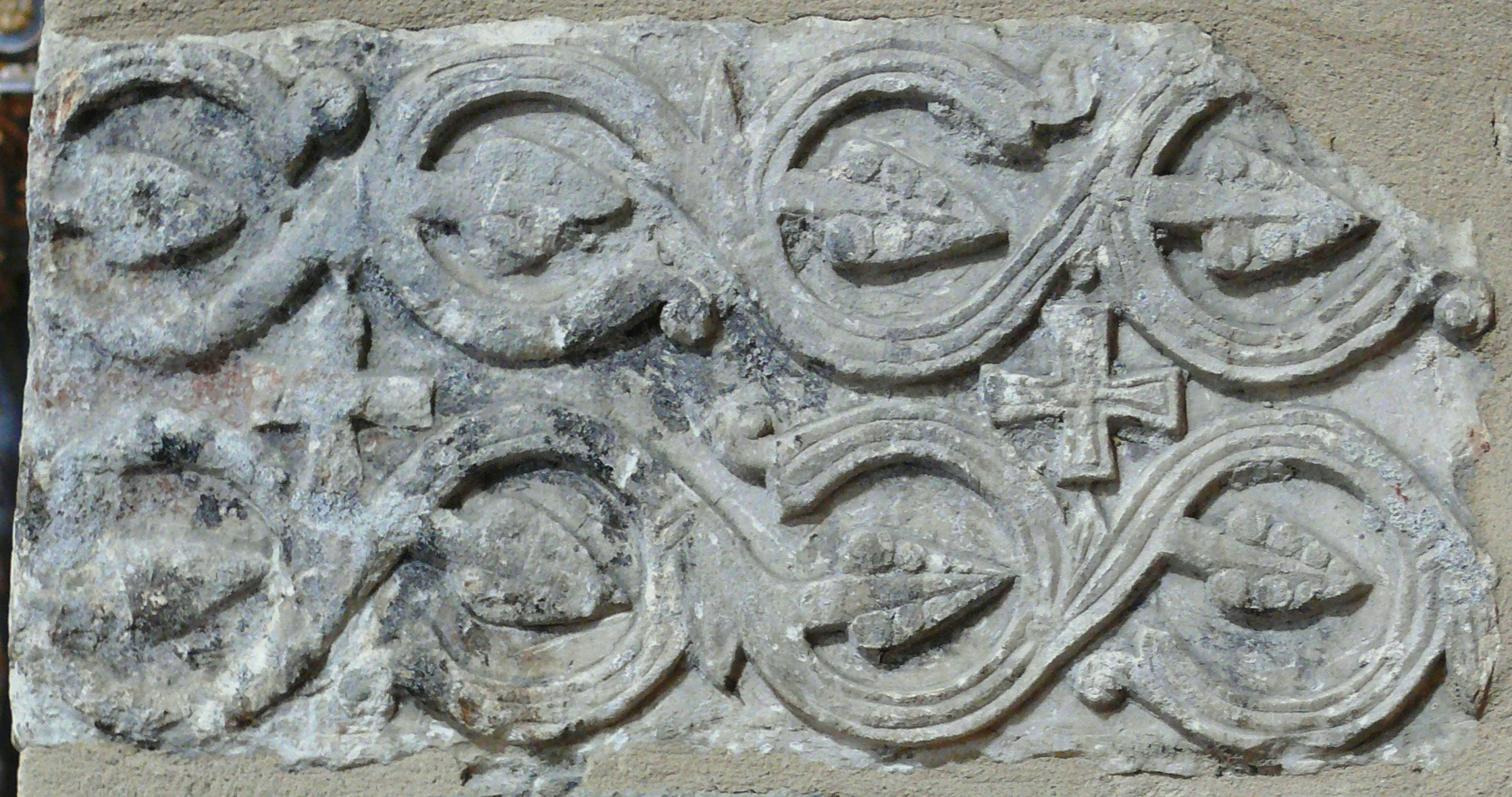
Réemploi d'éléments carolingiens dans un pilier de la nef
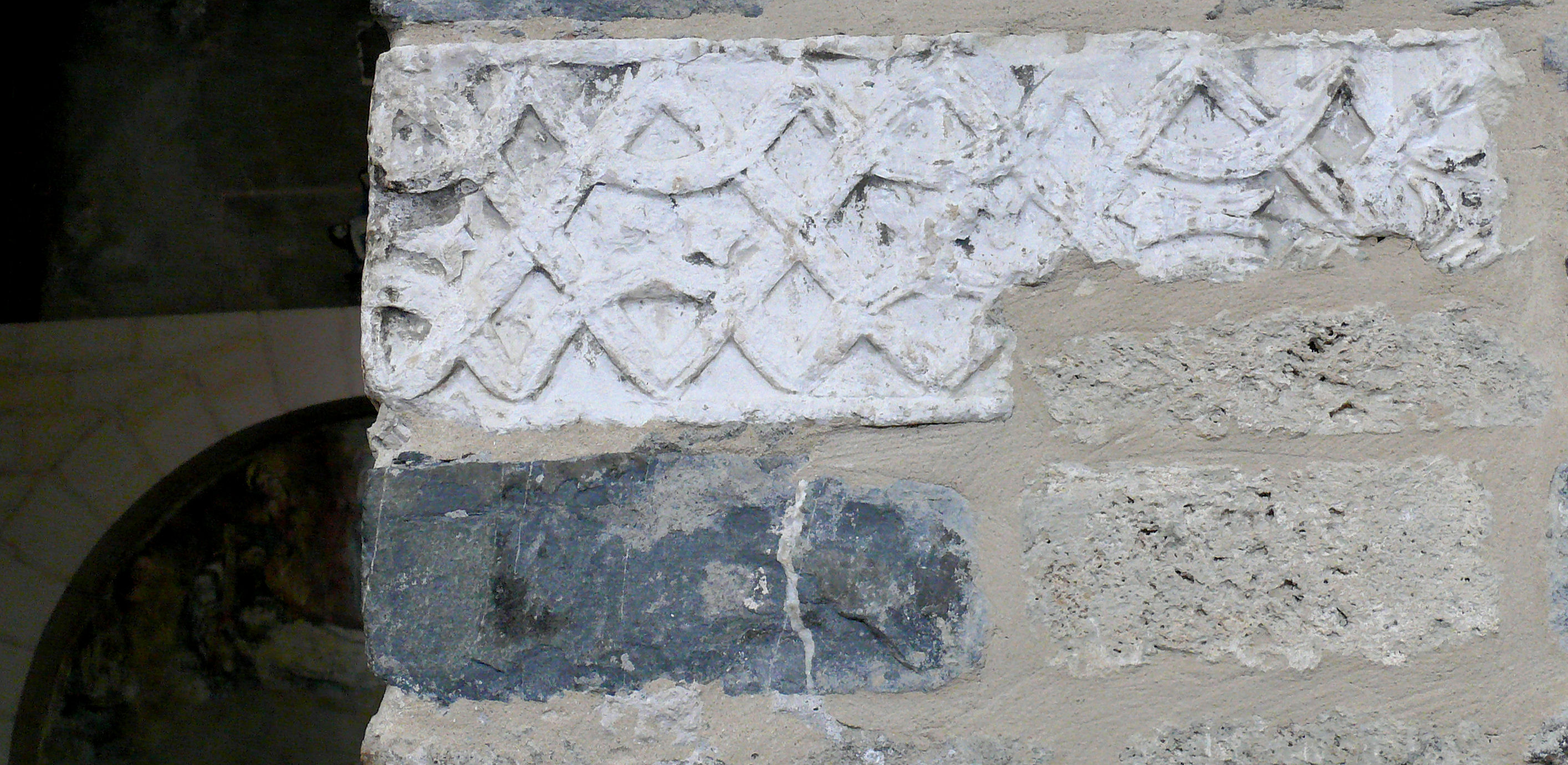
Réemploi d'éléments carolingiens dans un pilier de la nef
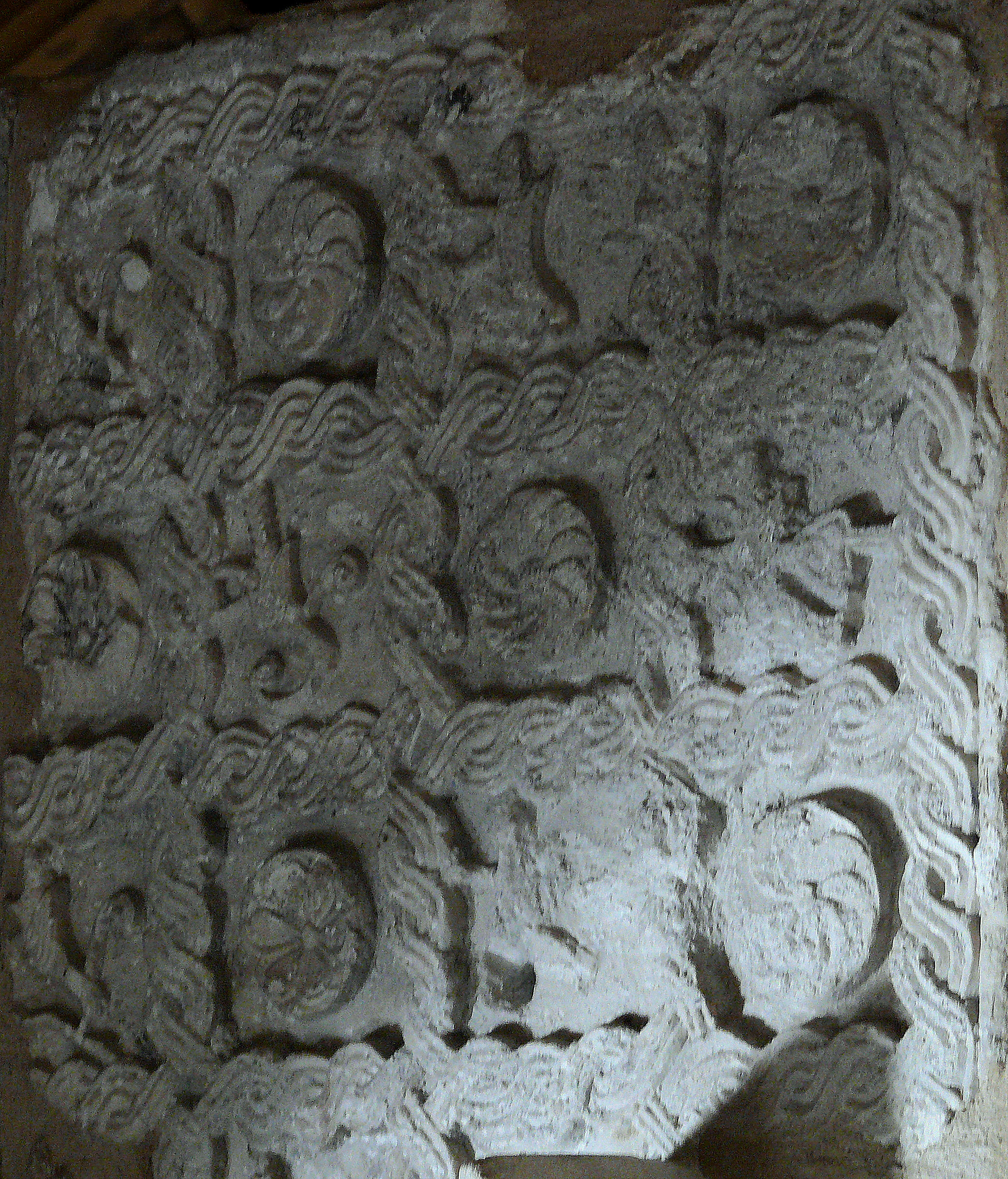
Réemploi d'éléments carolingiens dans un pilier de la nef

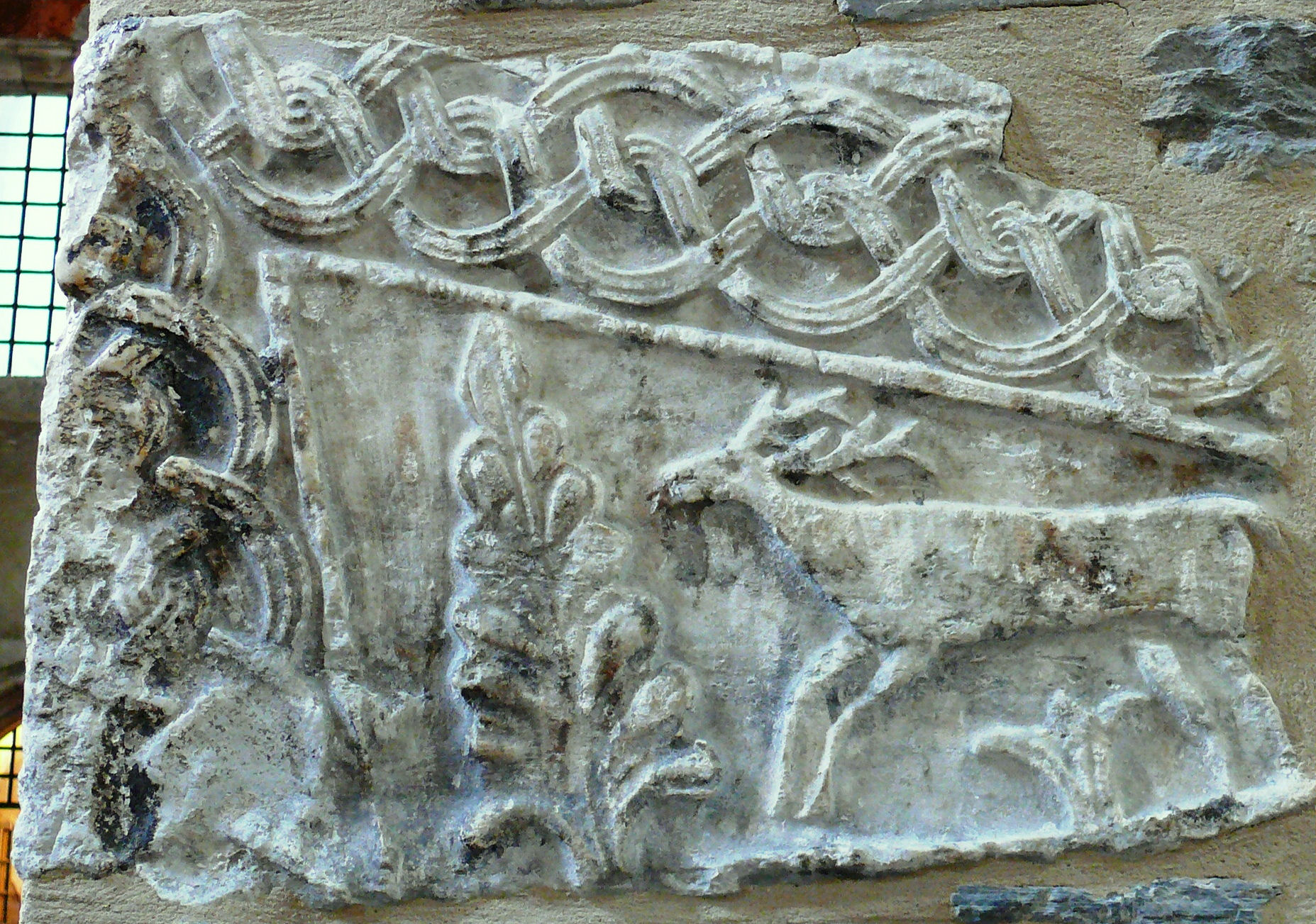
Réemploi d'éléments carolingiens dans le 5e pilier nord de la nef

Cette discussion entre l'architecte départemental des Monuments historiques M. Stephens qui avait fait déblayer la crypte et qui en attribuait la construction à la période préromane et l'historien Jean Hubert qui ramenait cette construction à la période comprise entre 1040-1075 à partir de deux chartes citées ci-dessous. Raymond Oursel reprend cette discussion à partir du texte des chartes qui pour lui parle d'un locus, c'est-à-dire d'un lieu et non de la cathédrale, et de la situation matérielle du chapitre,.
Le style architectural permet seul d'apprécier la période de construction. On peut noter une différence de styles importante entre la crypte et l'église. De plus la crypte a été plusieurs fois réaménagée et restaurée. Elle inclut en conséquence des éléments de différentes époques, probablement depuis le VIIe siècle, réaménagée au XIe siècle et restaurée jusqu'au début du XIVe siècle avant d'être remblayée au XVe siècle.

##### La cathédrale romane duXIesiècle

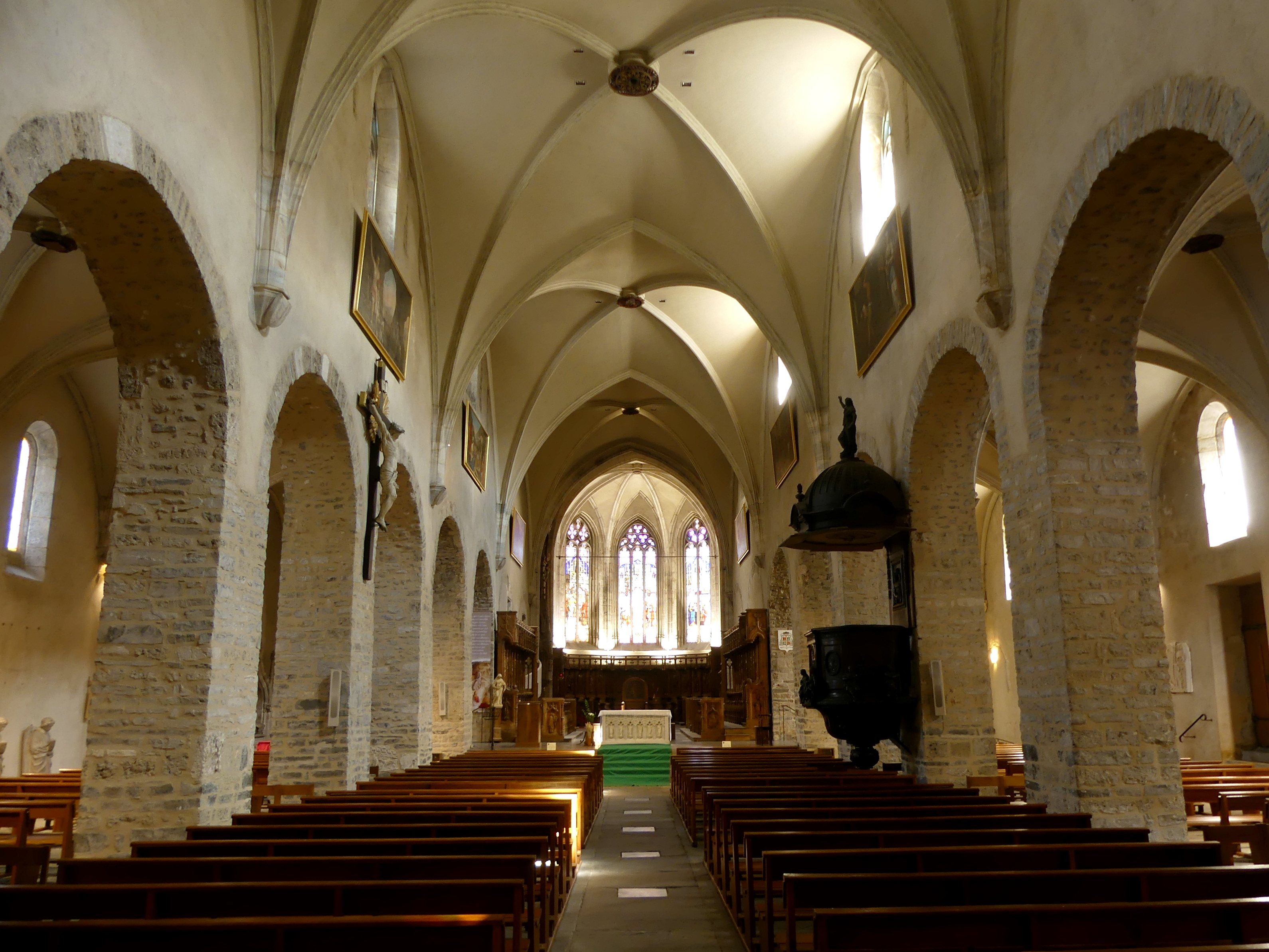
Nef centrale en direction du chœur.

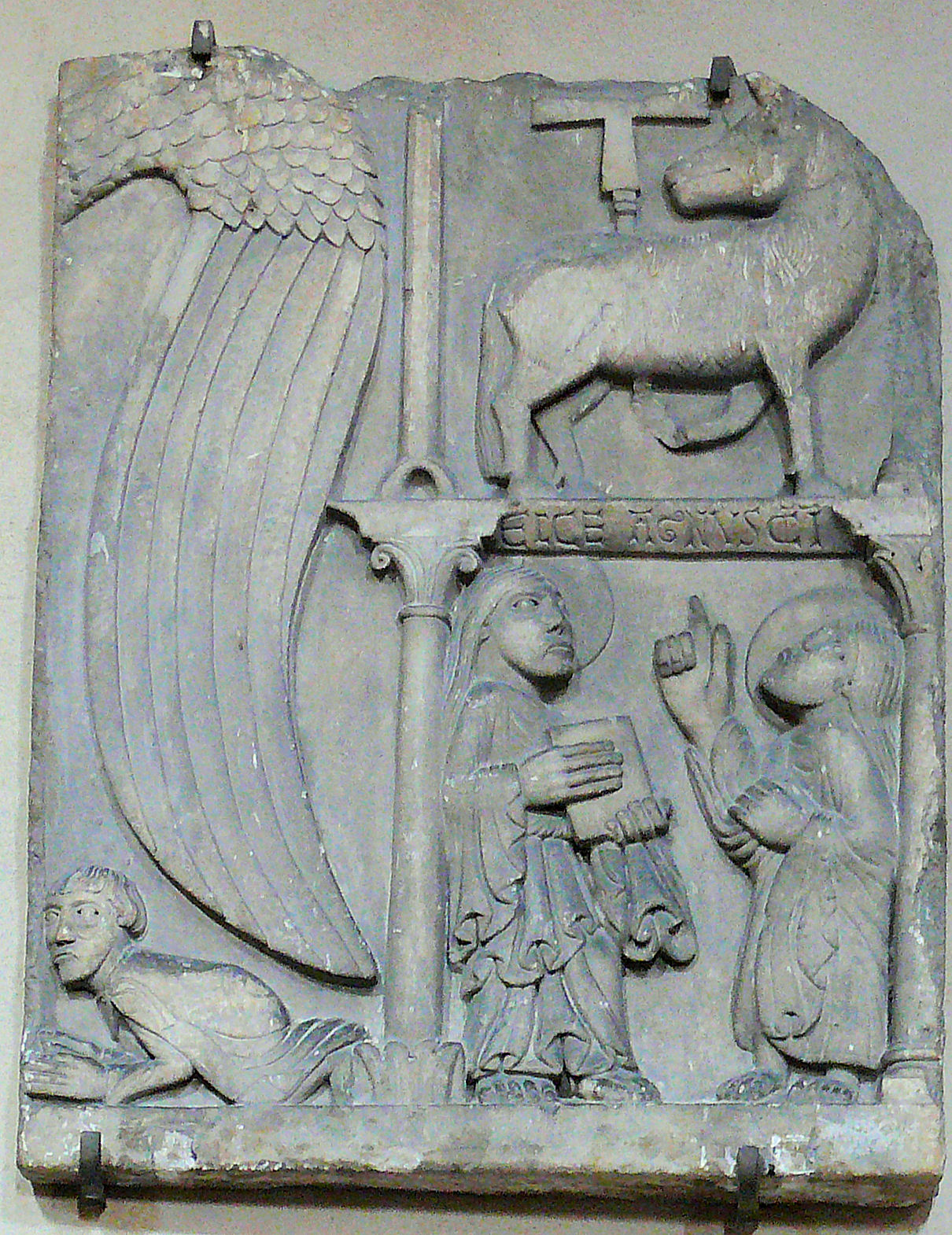
Vestige du portail sud de la cathédrale romane se trouvant dans le cloître

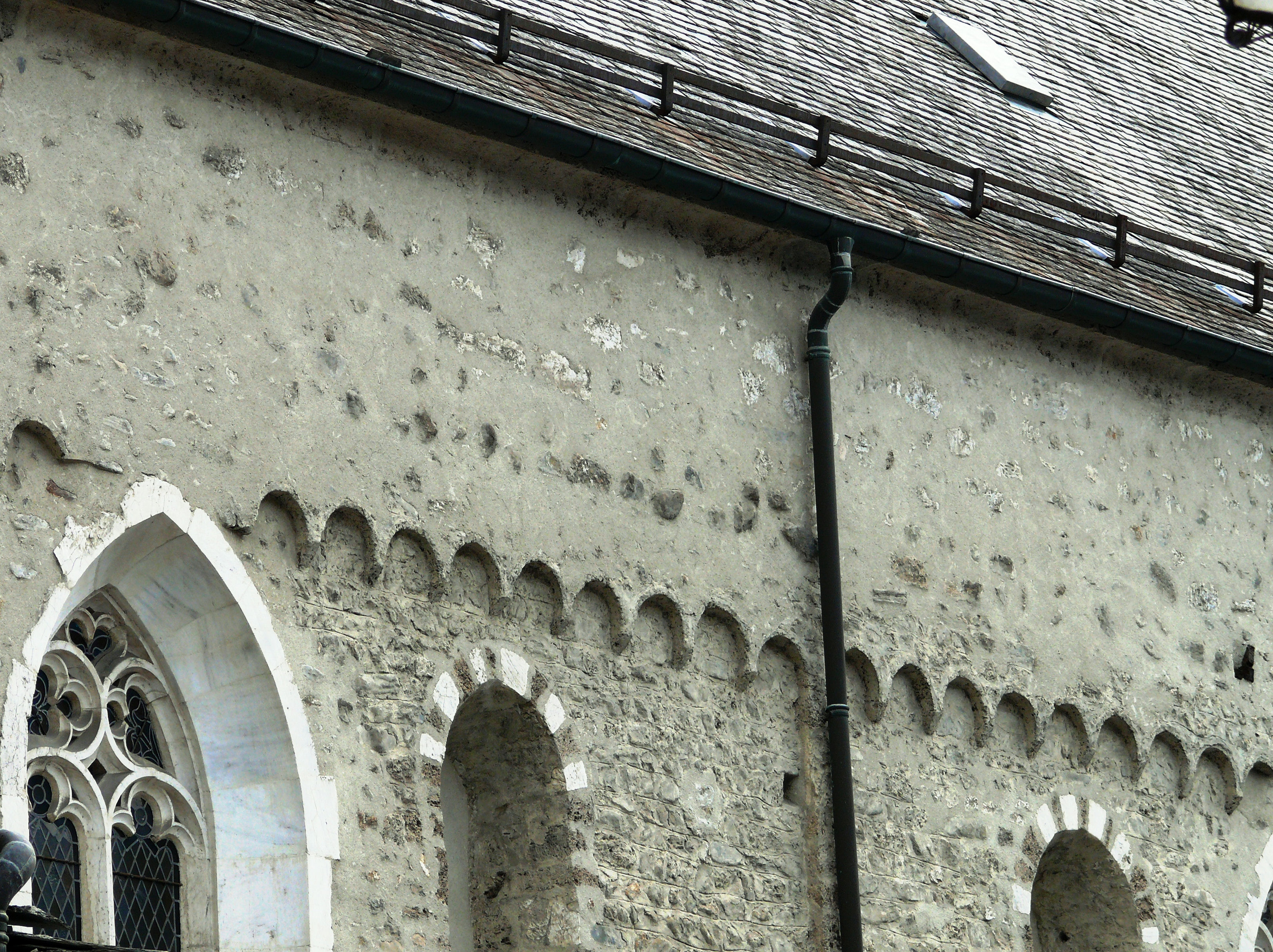
Bande lombarde, fenêtre romane et fenêtre gothique

Les dates de début et de fin de la construction de la cathédrale et de l'église Notre-Dame qui lui est parallèle, et constituaient ensemble une cathédrale double, sont données par deux chartes.
La première, rédigée par l'évêque Theobaldus ou Thibaud, date de 1040/1041. L'évêque constant que le lieu est détruit - destructus - donne des terres aux chanoines des églises Saint-Jean-Baptiste et Notre-Dame (… quadam terras dono de meo episcopatu ad canicos S. Mariae et S. Joannis Baptistae, eo quod locus unde videor esse episcopus destructus mihi videtur…).
La seconde est due à l'évêque Artaldus ou Artaut et date de 1075. L'évêque demandait aux chanoines de célébrer l'office divin en commun dans les deux églises qui étaient alors restaurées.
La reconstruction comprenait la crypte décrite précédemment et l'église située au-dessus. L'église romane a été bâtie suivant le plan d'une basilique romaine à trois nefs dont la nef centrale était un peu plus longue que les bas-côtés et se terminaient par des absides et absidioles demi-circulaires. La nef centrale était de près de soixante mètres de longueur. Les nefs étaient couvertes par des charpentes. Le bas-côté nord se termine par la chapelle Sainte-Thècle et le bas-côté sud par la chapelle Saint-Pierre. Ces deux chapelles ont probablement été modifiées avant le XVe siècle. La chapelle Sainte-Thècle a perdu son abside demi-circulaire. La présence d'un escalier de secours de la crypte là où se trouvait la chapelle Saint-Pierre laisse penser que son abside a été détruite assez tôt.

##### La restauration de la cathédrale auXVesiècle

###### Chapelle Sainte-Thècle
D'après le chanoine Damé la chapelle a été restaurée pour un coût de 500 florins d'or par l'évêque Amédée de Montmayeur.
La chapelle correspond aux 8e et 9e travées du collatéral nord. Le bâtiment rectangulaire reconstruit a deux étages qui ont été voûtées d'ogives. Pour assurer la reprise de la poussée de ces voûtes, le mur séparant le collatéral de la nef centrale a été épaissi à 1,50 m en incorporant la dernière pile et en aveuglant deux arcades, et le mur du collatéral nord a été épaissi et rehaussé en lui adjoignant des contreforts. Deux autres murs ont été construits, à l'est, avec deux ouvertures superposées, à l'ouest, avec une porte pour marquer l'entrée de la chapelle.
La chapelle contient les sépultures de deux évêques : Savin de Florian (1385-1410), Amédée de Montmayeur (1410-1422).
La salle du premier étage est celle du Trésor.
Le décapage des murs en 1959 a fait apparaître sur le mur d'entrée de la chapelle une fresque sur le thème de l'Annonciation datant du XVIe siècle.

###### L'inondation du Bonrieu et la nécessité de restaurer la cathédrale
Pendant l'hiver 1439/1440, le Bonrieu gonflé à la suite de pluies importantes sur les montagnes de Jarrier envahit la ville avec une grande violence, charriant d'importantes masses de terres et de détritus à la suite des destructions qu'il provoque.
Les niveaux de la place devant la cathédrale et de la rue entre la cathédrale et l'église Notre-Dame augmente de 1,50 à 2 m.
Le chanoine Damé écrit : « la cathédrale elle-même fut si gravement endommagée qu'il fallut la rebâtir presque entièrement et abandonner sa partie inférieure : la crypte ». Le chanoine A. Gros critique ce récit. Cependant, des sondages faits dans l'église Notre-Dame ont montré que le sol avait été remonté de 1,50 m par rapport au sol initial.
Cependant dès 1410, l'antipape Jean XXIII avait donné des indulgences pour les fidèles faisant des dons pour la restauration de la cathédrale. Pour essayer de contrôler le Bonrieu, le cardinal de Varembron entreprit de faire construire des digues dès 1441.

###### Construction du cloître gothique

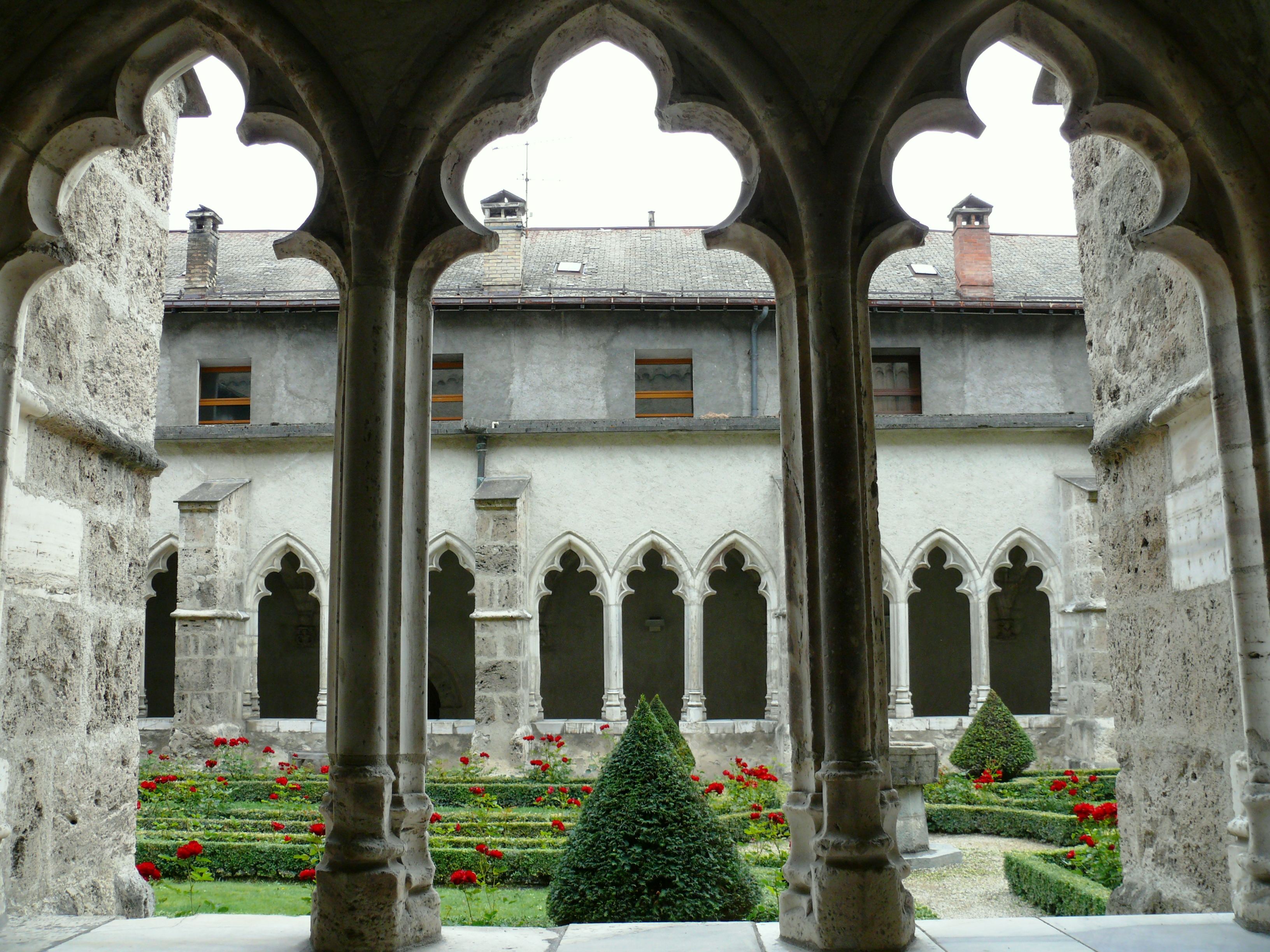
Le cloître.

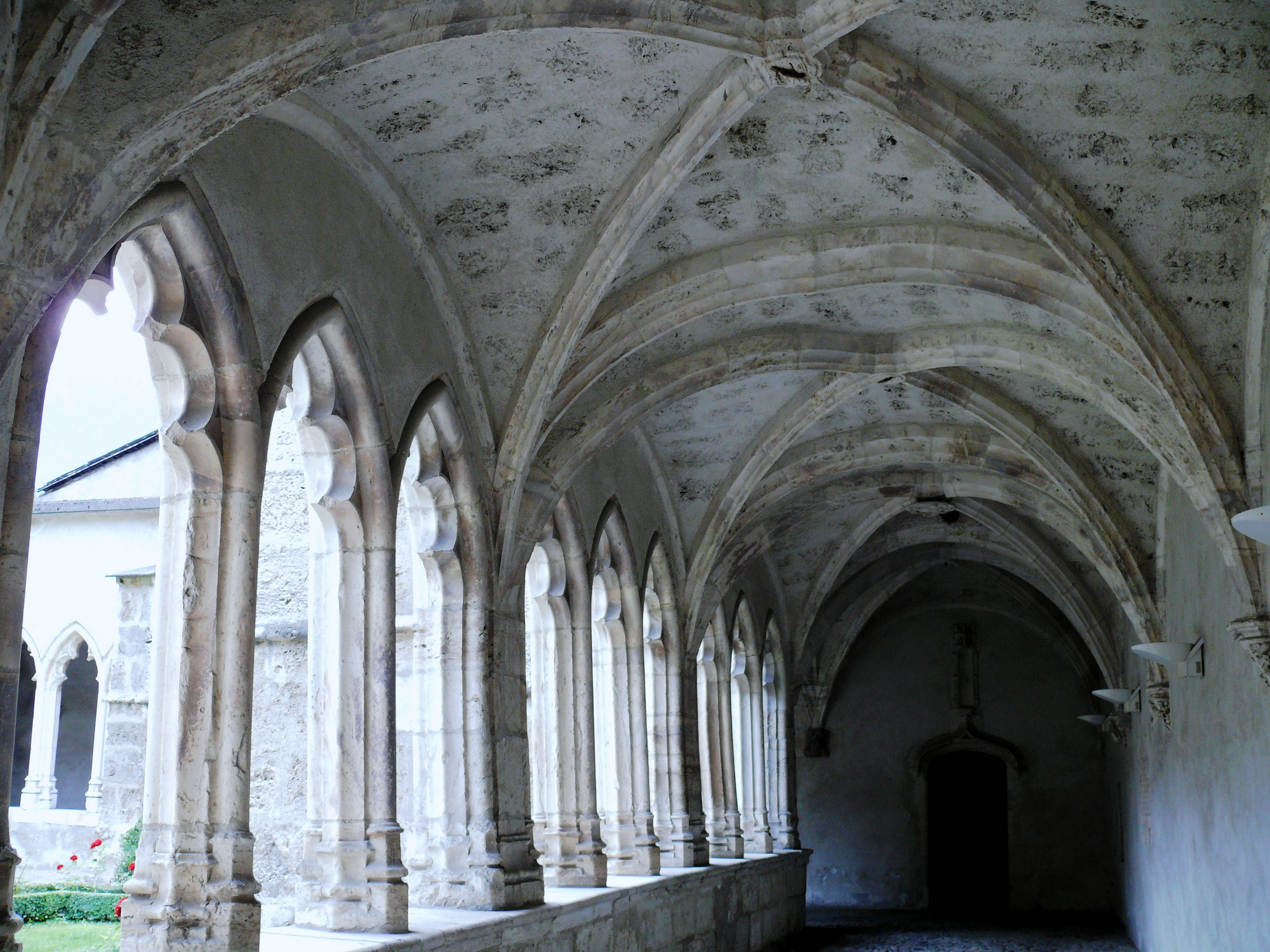
Une galerie du cloître.

En 1450, le cardinal de Varambron décida de reconstruire le cloître entre le flanc nord de la cathédrale et le réfectoire des chanoines. Il a remplacé un cloître plus ancien qui est cité dans un acte passé le 12 février 1211. Le cardinal de Varambron mourut en 1451.
Jean Vallery-Radot critiqua cette attribution et en donna la paternité à son successeur, le cardinal d'Estouteville ce qui serait confirmé par ses armoiries sur les clés de voûtes de la galerie occidentale, la plus ancienne. Dans ce cas le cloître n'aurait été commencé qu'après la fin de la restauration de la tour de l'église Notre-Dame, en 1477.
Deux textes concernent le cloître :
- le premier, du 1er janvier 1482, le duc de Savoie, Charles Ier, autorise la chanoine Amédée Gavit, vicaire général du diocèse de Maurienne, à utiliser les ressources de la mense épiscopale pour la construction du cloître,
- le second est le testament du cardinal d'Estouteville, du 14 janvier 1483, faisant du chapitre son héritier, et notant que les travaux de la cathédrale sont terminés, pour achever le cloître.

Les travaux sont terminés par son successeur, l'évêque Étienne Morel (1483-1499). Le cloître est classé au titre des monuments historiques en 1899.

###### Voûtes de la cathédrale
Après sa nomination à l'évêché de Maurienne en 1452, le cardinal d'Estouteville entreprit de rénover l'église en donnant une apparence gothique à la cathédrale romane avec l'adjonction de voûtes gothiques. Le cardinal résidant à Rome, les travaux furent dirigés par le vicaire général du diocèse, le chanoine Amédée Gavit, originaire de Genève.
Les murs ne pouvant pas supporter de voûtes en pierre, celles-ci furent réalisées en bois appuyées sur des tas de charge en pierre. Les neuf travées romanes ont donc été transformées en quatre travées gothiques, sensiblement carrées, et une première travée barlongue. Une fenêtre en tiers-point de style flamboyant a été percée en partie haute des murs au milieu de chaque travée. Les anciennes baies romanes sont alors bouchées. Les murs latéraux ont été surélevés et ont été voûtées en bois mais en conservant le nombre de travées initial des collatéraux. L'église, y compris les voûtes, a été ensuite entièrement peinte.

###### Le nouveau chœur
Le chœur roman est modifié par le successeur du cardinal d'Estouteville, Étienne Morel, abbé d'Ambronay, qui le trouvait trop court. Il fit abattre l'ancien abside et l'ancienne sacristie et fit ajouter une travée droite au chœur qui a été terminé par une abside à cinq pans.
La première pierre a été posée le 28 avril 1494. Il est terminé avant le 14 mai 1498, date d'achèvement des stalles.
Étienne Morel a transformé la chapelle Sainte-Thècle en sacristie en faisant réalisé la porte donnant sur le chœur ainsi que l'escalier menant au Trésor. L'autre transformation due à la construction de ce nouveau chœur fut l'abandon et le remblaiement de la crypte.

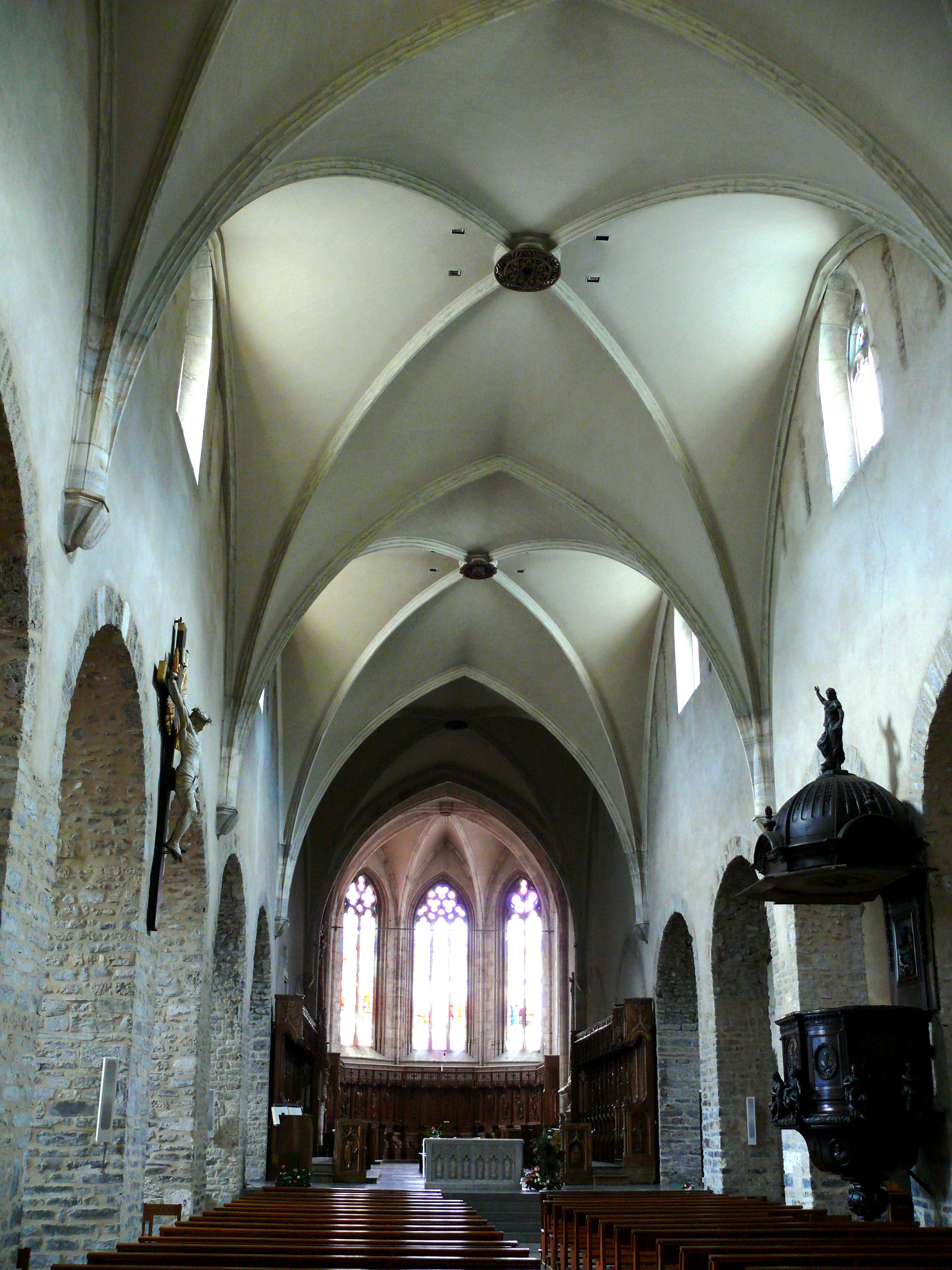
Les voûtes de la nef centrale avec la chaire à prêcher du XVIIIe siècle.
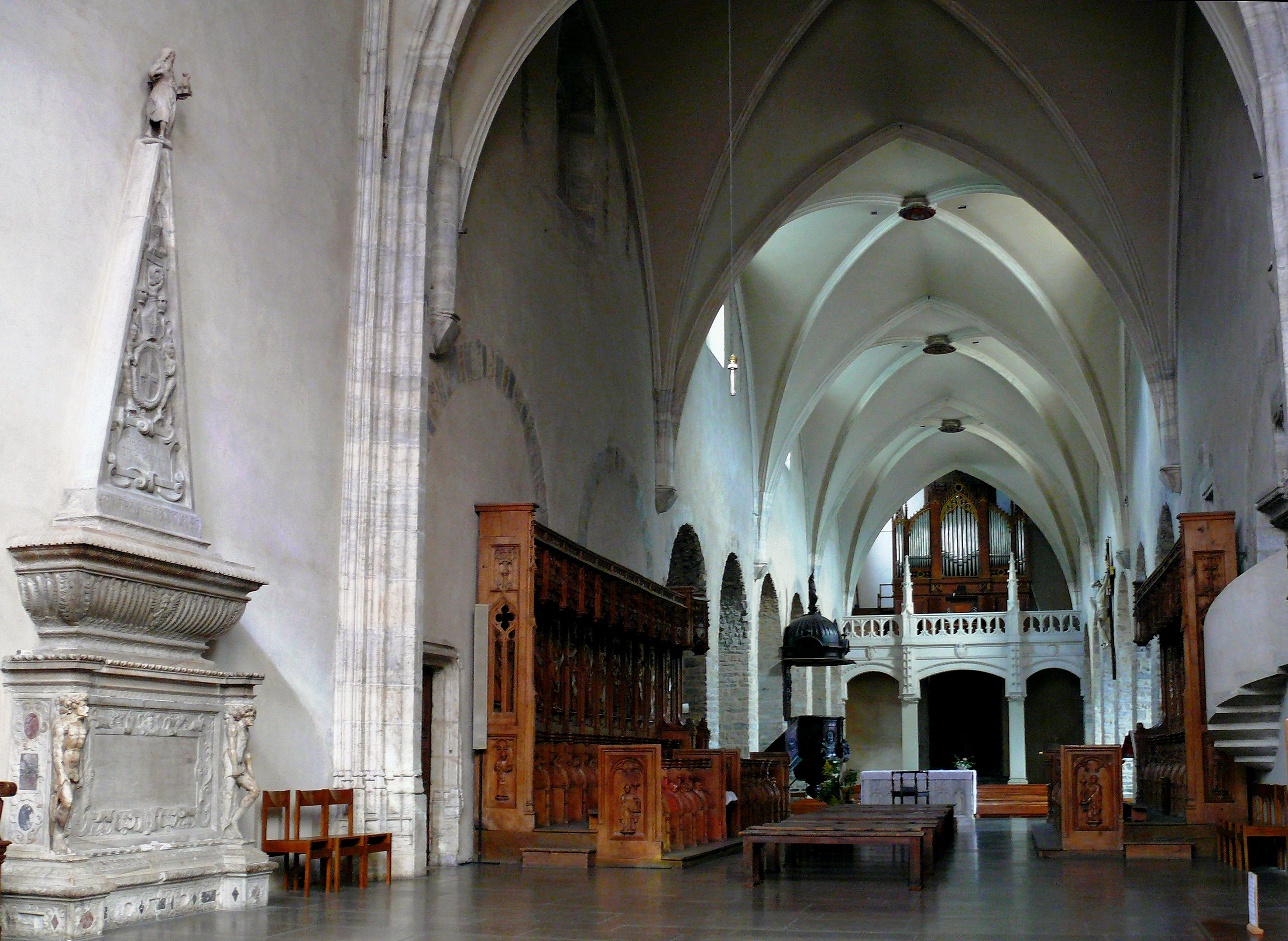
La nef centrale vue du chœur avec le tombeau de Pierre de Lambert.
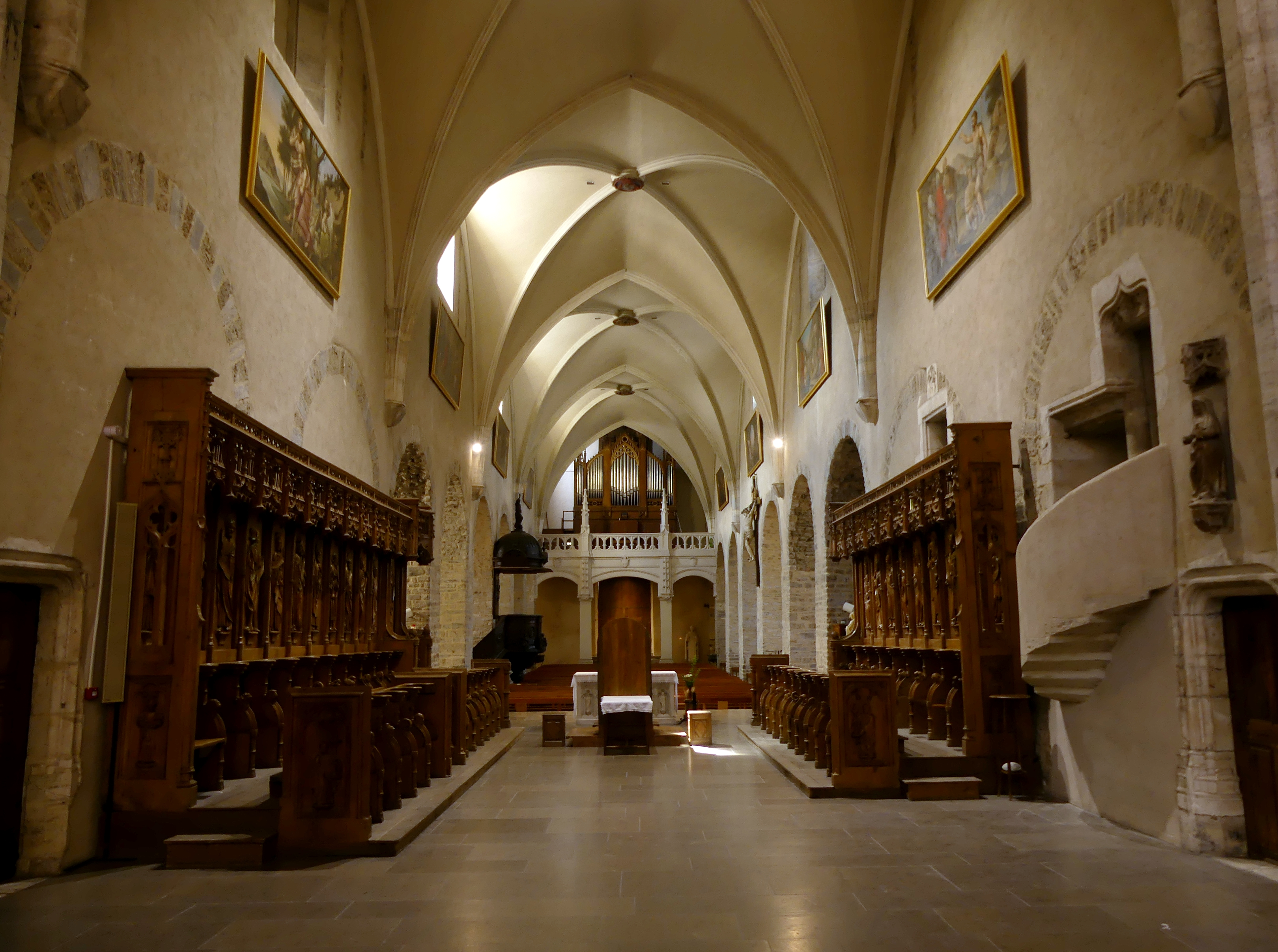
Le chœur et ses stalles.
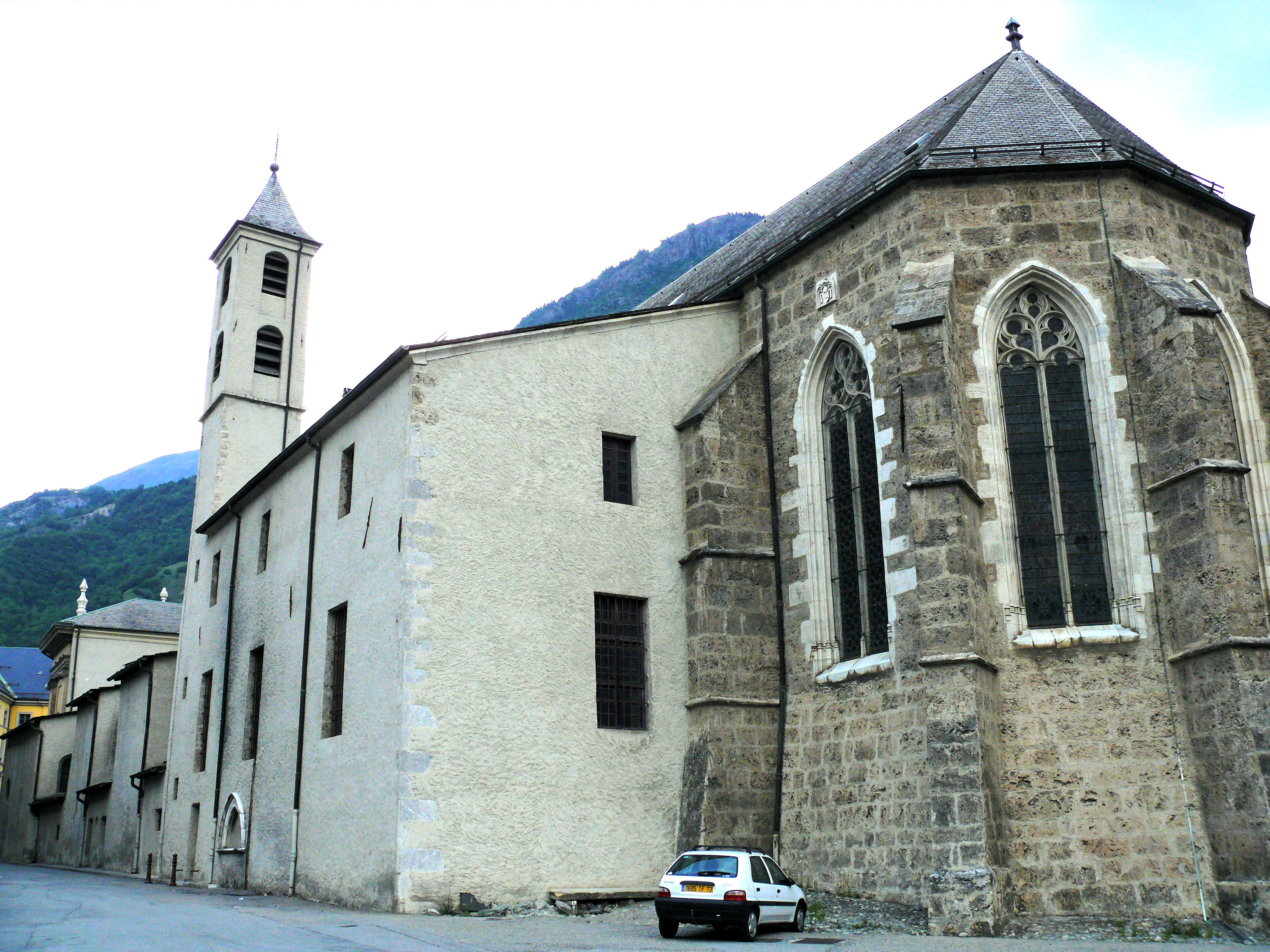
Le chevet et l'ancienne sacristie.
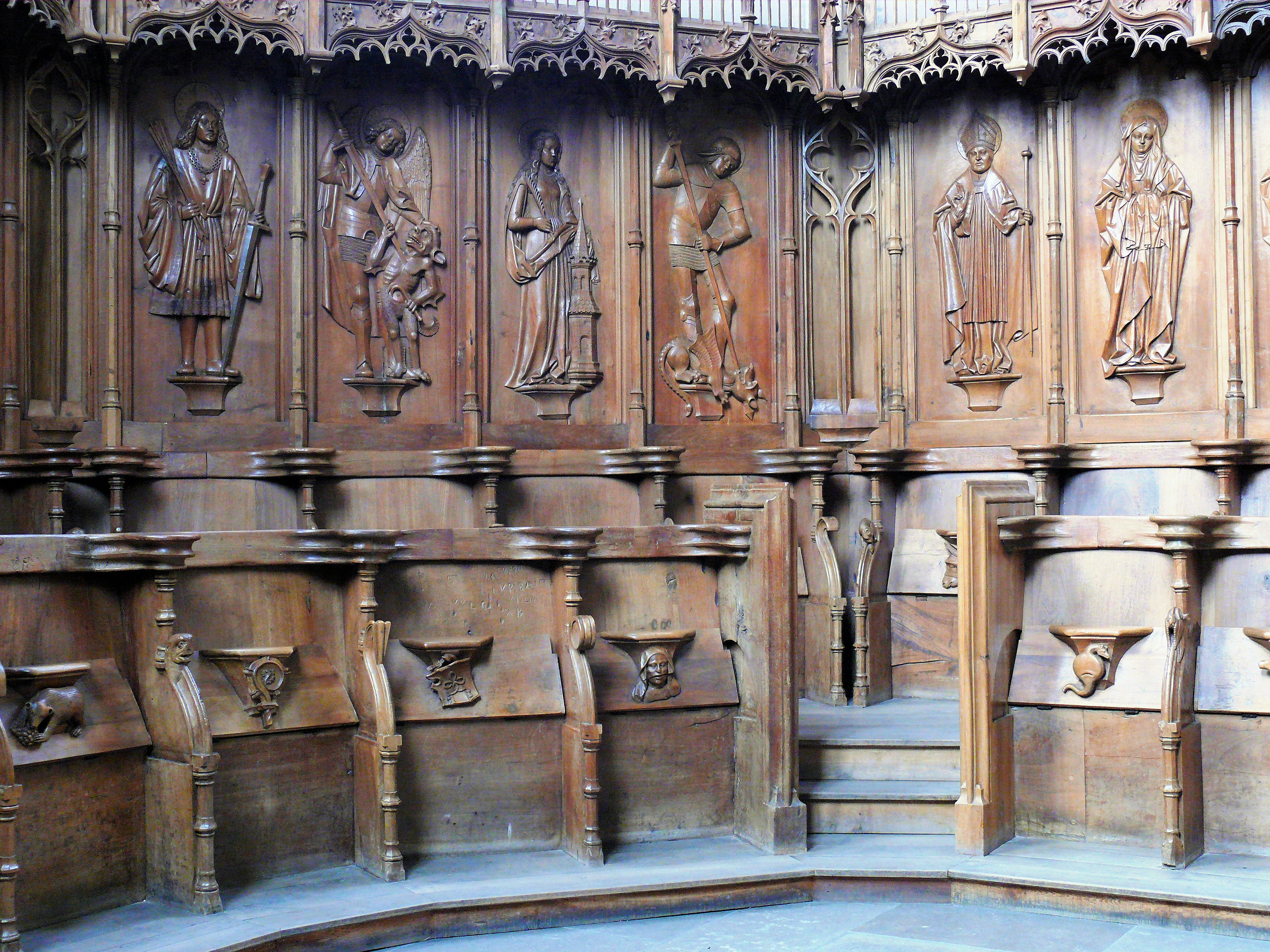
Les stalles du chœur.

##### Chapelles
La chapelle de Jésus, appelée aujourd'hui chapelle Saint-Joseph, se trouvant à gauche en entrant dans la cathédrale, a été réalisée en 1535 par le cardinal Louis de Gorrevod à l'emplacement de l'ancienne chapelle Saint-Barthélemy.
Trois chapelles ont été ajoutées contre le collatéral sud de la cathédrale au XVIIe siècle :
- la chapelle des fonts baptismaux, la première en entrant,
- la chapelle Saint-Honoré, fondée par l'évêque Paul Milliet, dit de Challes (1640-1656) (famille Milliet),
- la chapelle Notre-Dame-des-Carmes ou de la Sainte-Vierge est donnée par le chanoine Damé en l'année 1670.

##### Les constructions auXVIIIesiècle

###### La sacristie
La construction d'une nouvelle sacristie à l'emplacement de l'ancienne chapelle Saint-Pierre a été faite par l'évêque François-Hyacinthe de Valpergue de Masin (1686-1736). Elle est achevée en 1740, date à laquelle des boiseries sont posées.
Ses dimensions se révélant insuffisantes, elle fut prolongée vers l'est en utilisant le mur sud de l'ancienne chapelle du XIIIe siècle qui a été rehaussé. Ce mur n'est pas dans l'alignement du mur roman du collatéral sud. Les historiens de la cathédrale en ont déduit que la chapelle Saint-Pierre, où le corps du bienheureux Ayrald avait été déposé, avait été reconstruit après la démolition d'une partie du collatéral sud et de son absidiole romane.

###### Le porche
L'évêque Carlo Giuseppe Filippa della Martiniana, après avoir demandé la suppression du cimetière qui se trouvait devant la cathédrale, décida de l'interdire. La municipalité finit par acheter des terrains et à y transférer les tombes en 1771. Le roi Charles-Emmanuel III commanda la construction d'un porche à l'entrée de la cathédrale pour protéger un monument dédié aux premiers comtes de la maison de Savoie qui avait été placé contre le piédroit de la porte centrale probablement reconstruit après l'inondation de 1440.
C'est en creusant pour construire le porche qu'on trouva cinq sépultures dans une enceinte murée contre la porte centrale : trois tombes des comtes, Humbert-aux-Blanches-Mains (non confirmé), Amédée Ier et Boniface, fils d'Amédée IV, et deux tombes de prélats, probablement l'évêque Thibaud, qui serait le frère du comte Humbert, et l'évêque Burckard, peut-être le fils d'Humbert[réf. nécessaire].

On peut voir sous le porche un bas-relief à l'antique représentant l'empereur Conrad le Salique donnant l'investiture du comté de Maurienne à Humbert. À gauche, contre le mur nord, se trouve un cénotaphe dédié à Humbert Ier sculpté en 1826 par les frères Cacciatori de Turin pour le roi Charles-Félix.

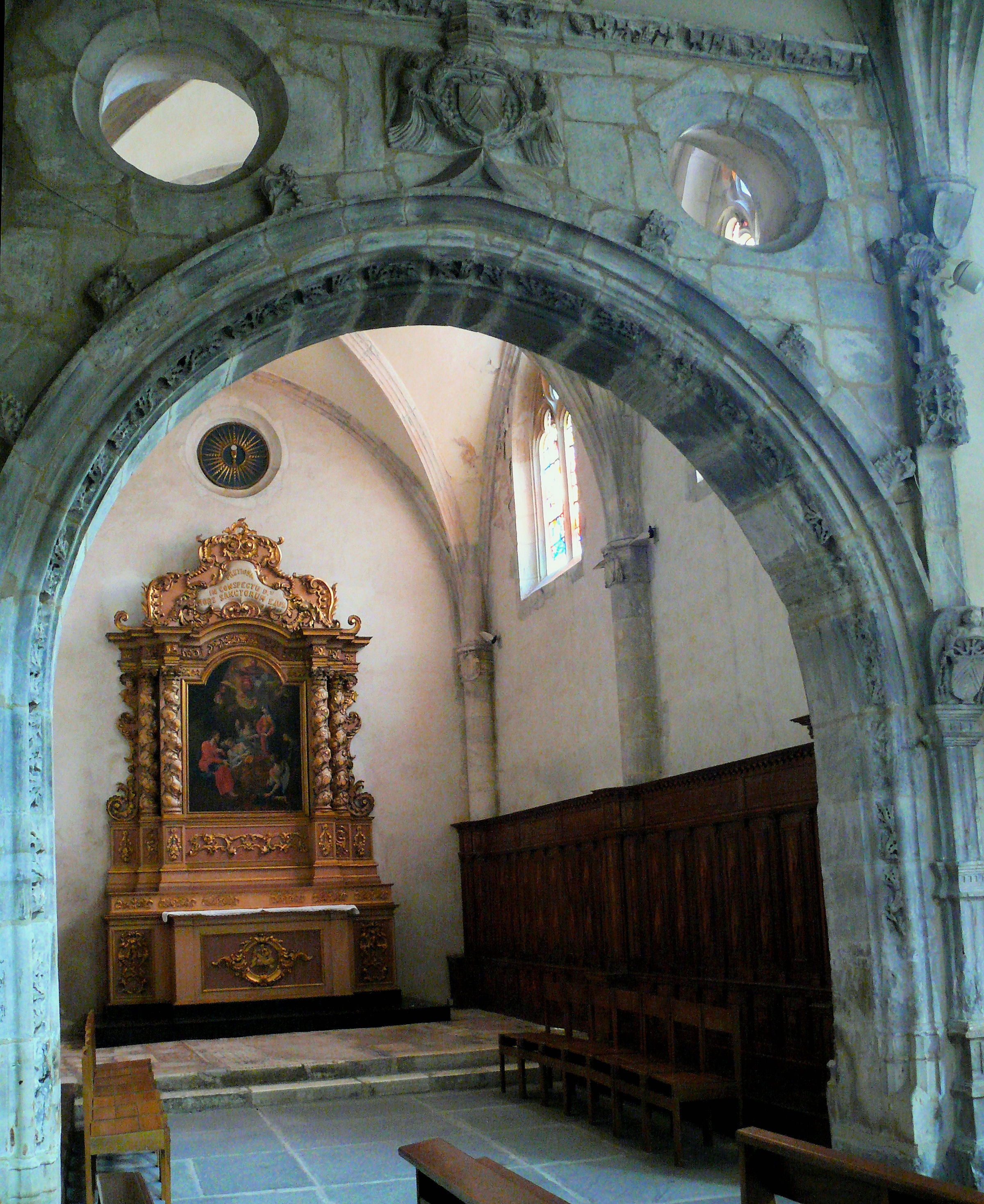
La chapelle Saint-Joseph
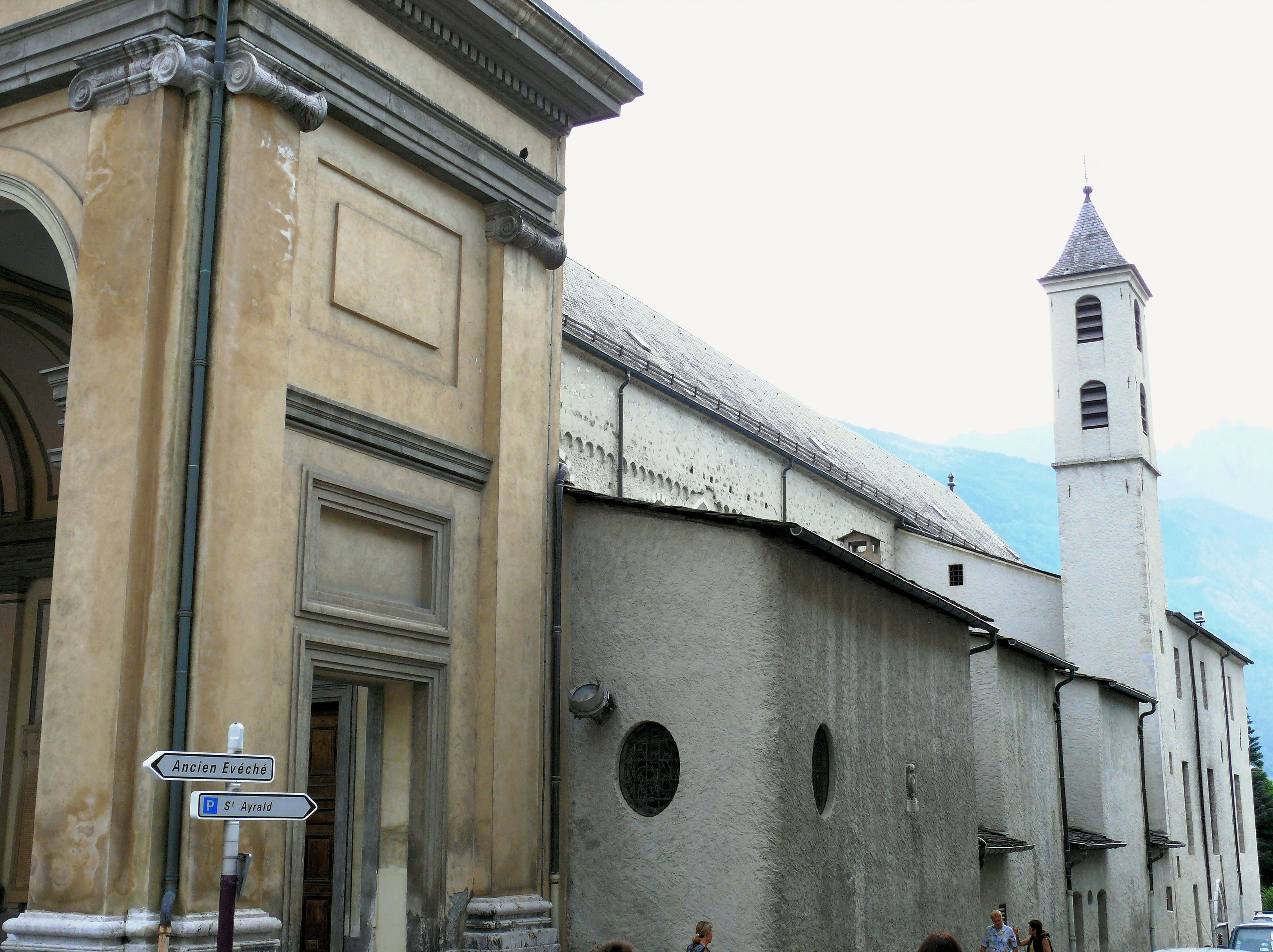
Les chapelles du collatéral sud
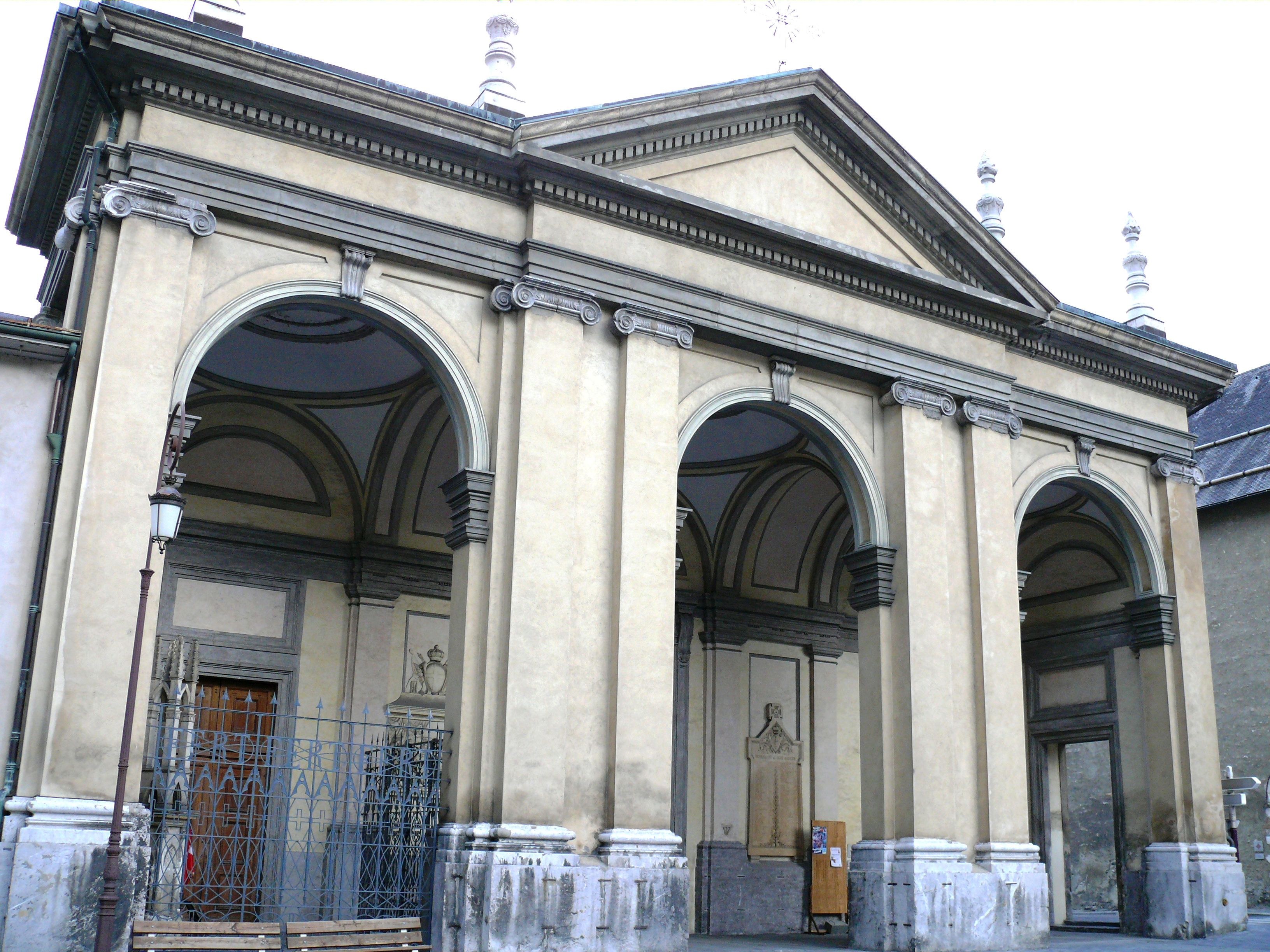
Le porche
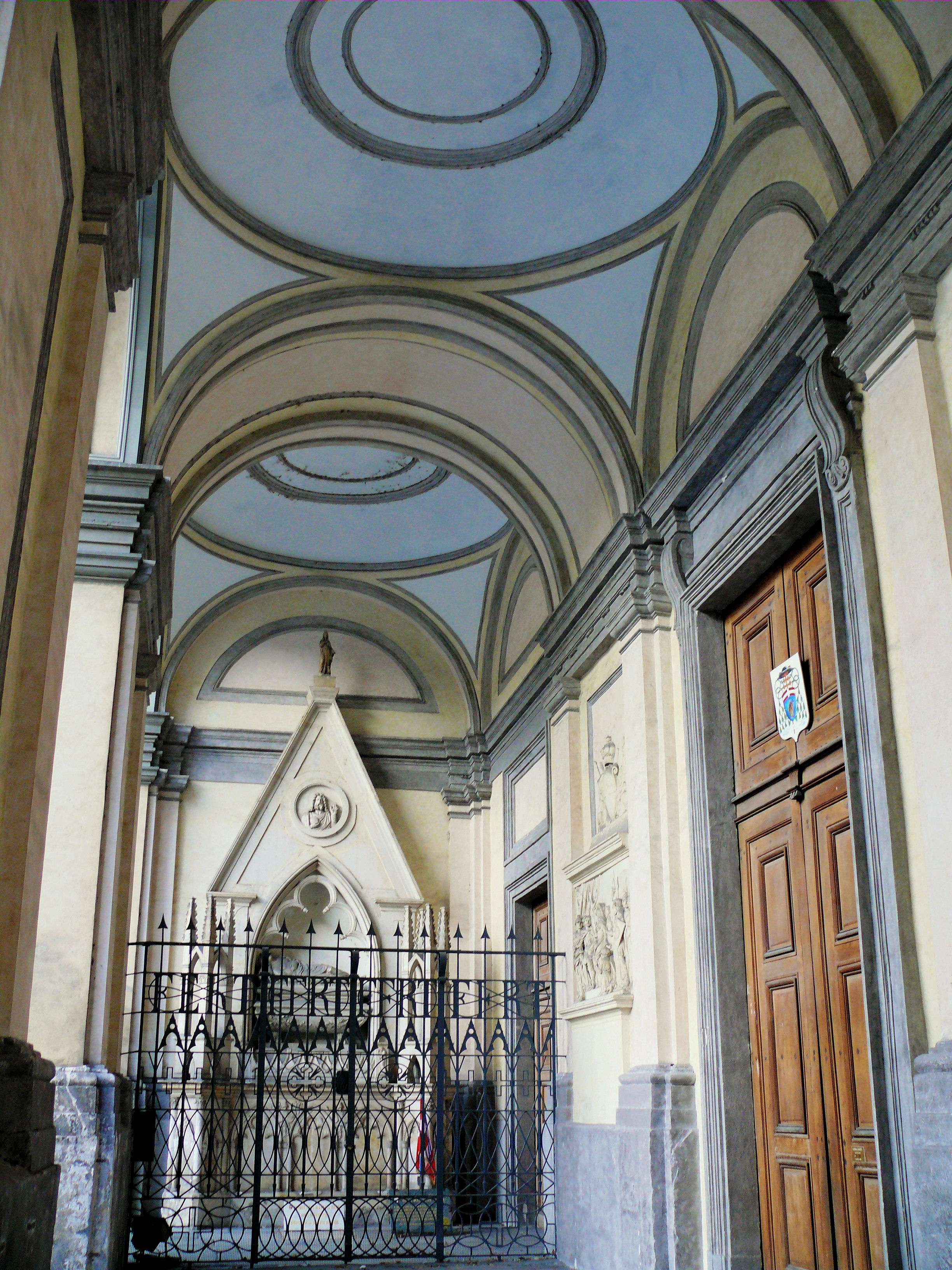
Le vestibule du porche

##### Les restaurations duXIXesiècle

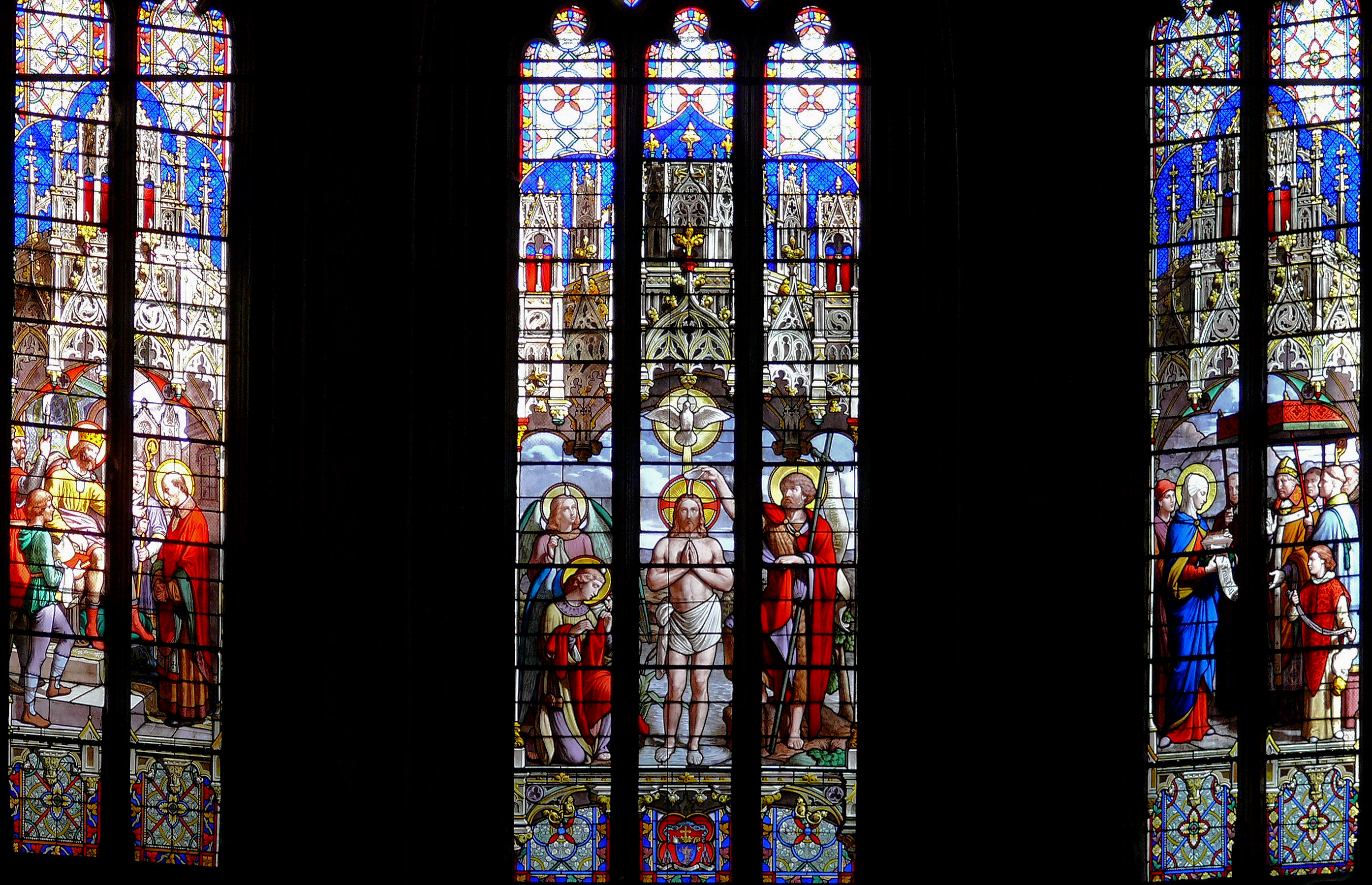
Les trois vitraux du chœur commandés par Michel Rosset

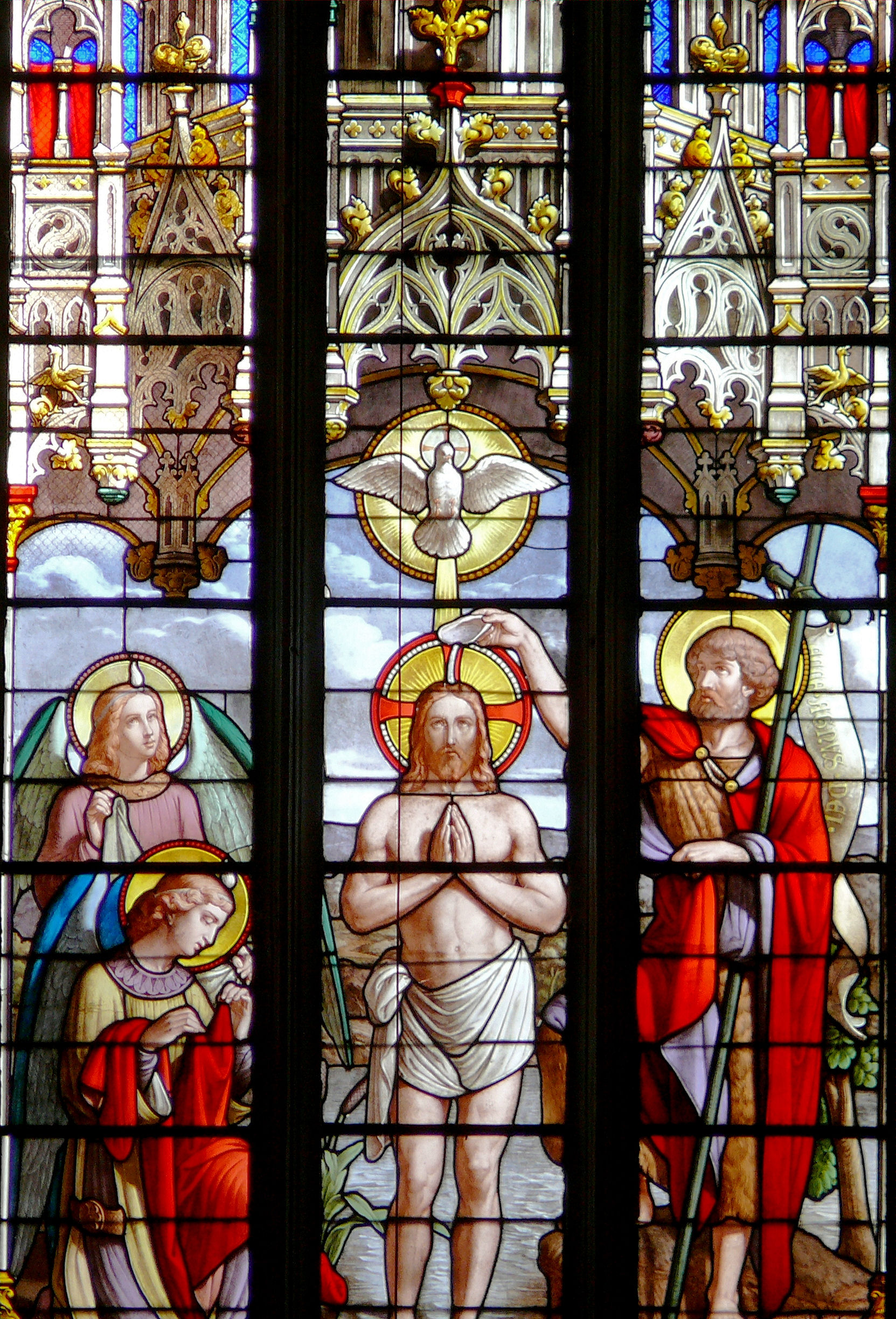
Baptême du Christ par Jean le Baptiste

Des deux églises paroissiales de Saint-Jean-de-Maurienne, l'église Saint-Christophea a brûlé en 1792 et l'église Notre-Dame a été partiellement détruite par la démolition de la partie haute de son clocher le 18 mars 1794.
Les paroissiens ne pouvaient plus se réunir qu'à la cathédrale qui se révéla trop petite. Pour faire de la place, les stalles ont été déplacées et le jubé démonté.
Après la Révolution, le roi Charles-Félix donna des fonds pour restaurer la cathédrale et finir la décoration du porche. La direction des travaux a été confiée à l'architecte Ernesto Melano (1792-1867). En 1831-1832, les fresquistes Vicario ont peint le chœur et la voûte de la nef centrale.
L'évêque de Maurienne, Michel Rosset, a fait entreprendre des restaurations dans le chœur et posé trois vitraux en 1879 réalisés par l'atelier de Gaspard Gsell représentant au centre le Baptême du Christ avec en bas les armes de Michel Rosset avec saint Michel terrassant le dragon, et, à gauche, le roi saint Gontran investissant l’évêque Felmase, à droite, sainte Thècle remettant les reliques à un évêque.
La chapelle de Saint-Ayrald est restaurée suivant les plans de l'architecte de Valence M. Rey, élève de Pierre Bossan, architecte de la basilique de Fourvière. La consécration de la chapelle est faite par Michel Rosset le 29 septembre 1891.

##### Les fouilles et les restaurations duXXesiècle
Des sondages faits en 1958 ont confirmé la présence d'une crypte sous le chœur roman. Des travaux sont alors entrepris entre 1960 et 1976 pour dégager la crypte et restaurer la cathédrale. Un ravalement général a supprimé les peintures des frères Vicario et mis au jour les piliers romans avec plusieurs éléments carolingiens encastrés.
Une dalle en béton armé a été réalisée au-dessus de la crypte qui a légèrement rehaussée le chœur. Un accès à la crypte à partir du cloître a été réalisé. Cette opération a permis de remettre en place les stalles de chœur et de restaurer l'escalier à vis permettant d'accéder au Trésor. Des chapiteaux romans ont été trouvés en 1964 dans le remplissage ayant servi à boucher la porte du Trésor.

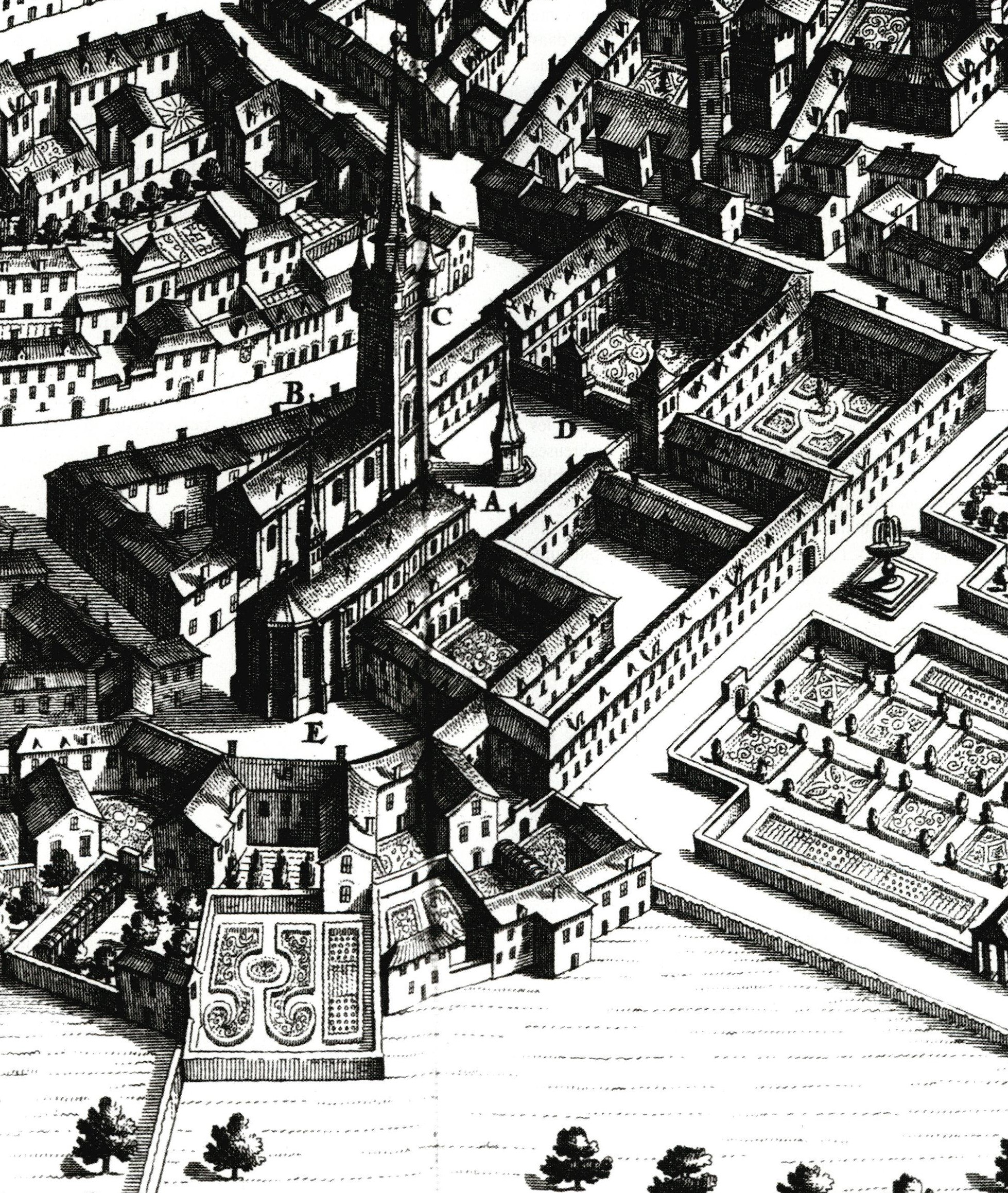
La cathédrale Saint-Jean-Baptiste, l'église Notre-Dame, le clocher et l'évêché avant 1682.

## Description
La cathédrale date pour son gros œuvre du XIe siècle. Elle possède une des plus vieilles charpentes de France, puisque plusieurs fermes de sa toiture ont pu être datées avec précision en 1075-1076. Sous le chœur de la cathédrale avait été aménagée une crypte, vraisemblablement pour abriter des reliques de saint Jean-Baptiste. Comblée au XVe siècle, la crypte romane a été redécouverte en 1958.
Un cloître, aménagé au XVe siècle, réunit la cathédrale au réfectoire des chanoines.
La flèche atteignait 80 m de hauteur mais la Révolution l'a détruite.
La cathédrale possède de belles fresques et de superbes stalles du XVe siècle ainsi qu'un reliquaire conservant trois doigts de Jean-Baptiste. Elle est classée monument historique le 30 octobre 1906.